# Maastricht
Maastricht, Maestricht ou Maëstricht (prononcé en néerlandais [maːˈstrɪxt]  ou [maːˈstʁɪçt] en néerlandais méridional – appelée en limbourgeois dont le maastrichtois Mestreech, prononcé [məˈstʁeːç]) est une commune et ville néerlandaise, située dans le sud de la province du Limbourg, dont elle est le chef-lieu. En 2024, elle compte 125 563 habitants.
Maastricht se développe à partir d'une colonie romaine en un centre religieux, puis en une ville de garnison et enfin en une ville pré-industrielle. La ville est connue pour être une cité d'histoire, de culture, de folklore local et de traditions, mais surtout pour être le lieu de signature du traité de Maastricht, lieu de naissance de l'Union européenne, de la citoyenneté de l'Union européenne, de la libre circulation des biens et des personnes, et de la monnaie unique : l'euro,. En français, la ville est appelée Maëstricht ou Maestricht, ainsi que Mastrique en espagnol. Maestricht est l'ancienne orthographe néerlandaise. Maëstricht se rencontre anciennement en français, tandis que Maestricht reste la forme française normalisée. Une rue de la ville de Liège (quai de Maestricht) et une rue de la ville de Visé (rue de Maestricht) portent par ailleurs toujours ce nom.
Accueillant l'université de Maastricht, la ville compte une population importante d'étudiants néerlandais et étrangers. Elle fait partie du réseau des plus anciennes villes d'Europe. Les habitants de Maastricht sont en français des Maastrichtois, en néerlandais des Maastrichtenaars et en limbourgeois (dont le maastrichtois) des Mestreechteneers ou plus familièrement des Sjenge (dérivé du prénom français « Jean »)[réf. nécessaire][pourquoi ?]. Enfin, Maastricht est la seule ville des Pays-Bas citée dans l'hymne national néerlandais, le Wilhelmus van Nassouwe[réf. nécessaire].

## Toponymie
Maastricht est attesté sous les formes [Ad] Treiectinsem [urbem] vers 575, Treiectensis en 634, Triecto, Triectu au VIIe siècle, Triiect en 768-781, Traiecto en 945, Masetrieth en 1051, Maastricht.
Le second élément -tricht est probablement issu ultimement du latin trajectum, par l'intermédiaire d'une forme gallo-romane * TRAIECTU, au sens de « gué, passage d'eau ». Le premier élément Maas- n'est pas attesté avant 1051 et désigne le fleuve Meuse (anciennement Mase), son ajout permet sans doute d'éviter la confusion avec un autre Traiectu devenu Utrecht. Maastricht a donc le sens global de « passage, gué, lieu de traversée ou d'embarquement, pontenage sur la Meuse ». Le gallo-roman * TRAIECTU explique sans doute aussi le nom de la commune du Trait (Seine-Maritime, Tractus vers 1025) par évolution régulière en français.
Henri van Veldeke évoque Maestricht dans la légende de Saint-Servais au XIIe siècle : « Là où le Geer se jette dans la Meuse, s'élève la ville de Maestricht, sur la route commune d'Angleterre en Hongrie, par Cologne et Tongres, et de la Saxe à la France. Le bateau y arrive du Danemark et de la Norvège. Toutes ces routes se réunissent en cet endroit, c'est pour cette raison que la ville s'appelle Trajectum ». Cet auteur médiéval mentionne la « Hellweg » conduisant de la Saxe à la France ainsi que l'axe est-ouest prolongeant la voie antique de Tongres à Cologne, Maes-tricht désigne bien un lieu de traversée (trajectus) sur la Meuse (Mosa, Maas ou Maes). 

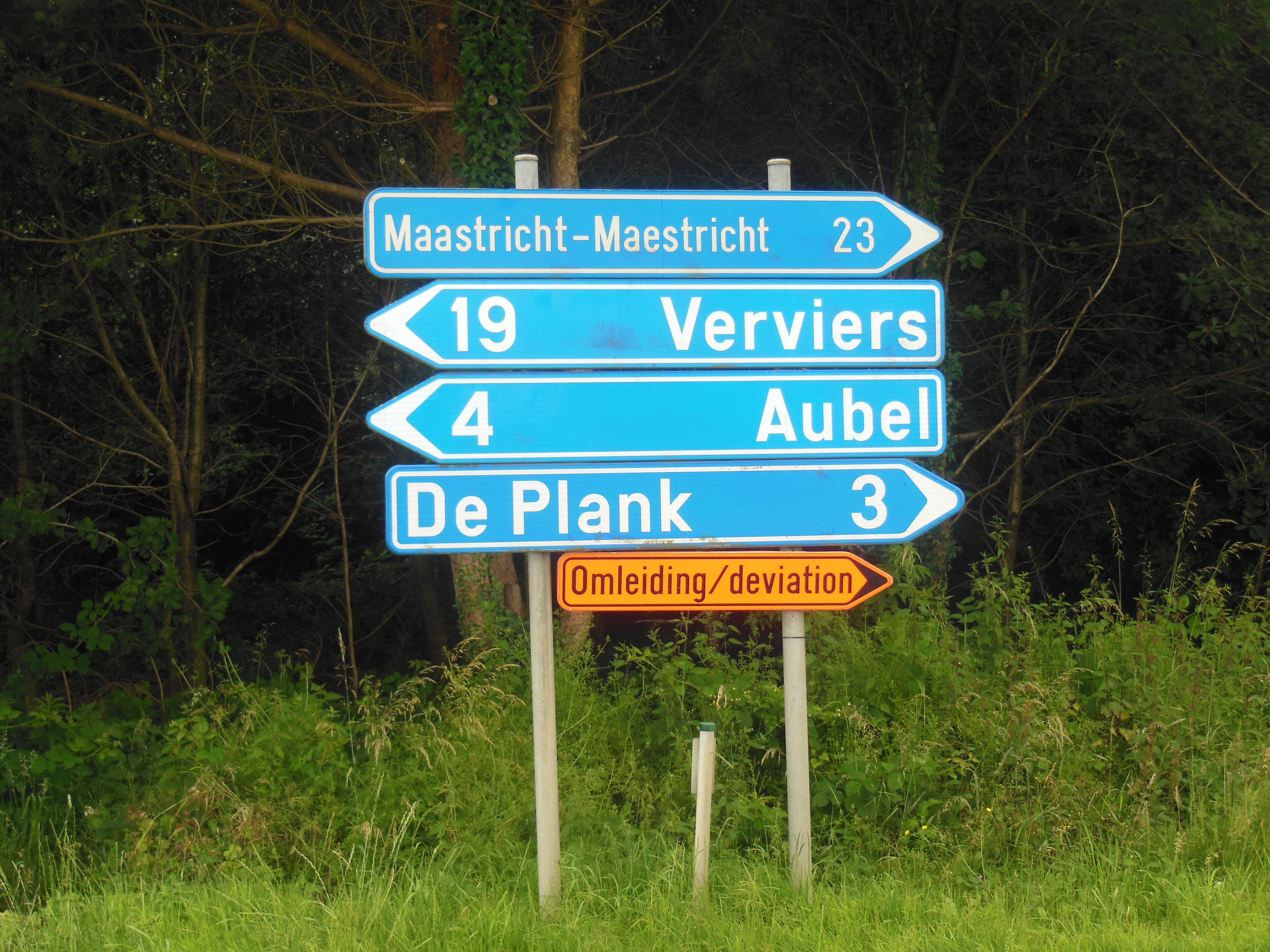
Panneau bilingue néerlandais français à Rémersdael, utilisant Maestricht en français.

Maestricht ou Maëstricht sont les graphies utilisées de nos jours en français. Elles rendent compte de l'ancienne orthographe néerlandaise du « a long », en vigueur sous l'Administration française de 1794 à 1815, éventuellement belge de 1830 à 1839. Tant en Belgique qu'aux Pays-Bas, le « aa » en vigueur dans le néerlandais académique contemporain (le « Algemeen Beschaafd Nederlands ») prévaut désormais sur le « ae » (que l'on retrouvait en de nombreux noms de lieu flamands). Le fleuve Meuse était orthographié Maes ou Maas selon que l'on se trouve en Flandre ou aux Pays-Bas, mais est depuis écrit Maas dans les deux régions.
La ville est appelée Måstrek ou Mostrek, voire Li Trek en wallon (« passage mosan », voire « le passage »).

## Géographie

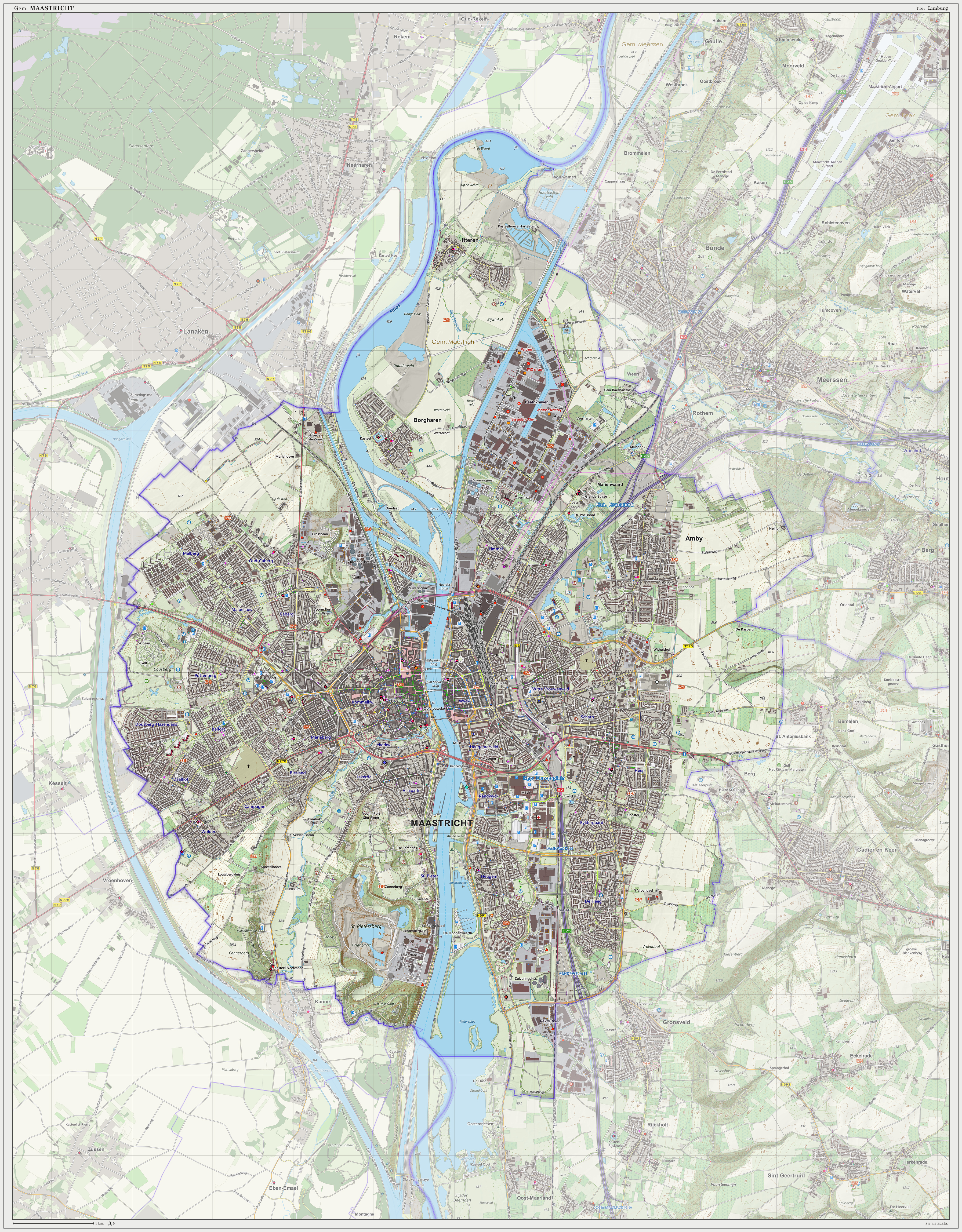
Carte topographique de Maastricht.

### Emplacement
Maastricht est situé dans l'extrême Sud des Pays-Bas. La ville est située dans les vallées de la Meuse et du Geer, entre le plateau de Margraten et la Hesbaye belge. La ville se trouve précisément à la confluence de la Meuse et du Geer. La partie de la vieille ville située sur la rive est de la Meuse est appelé Wyck (prononcé « vick »). Les anciens villages et les anciennes communes d'Amby (1970), de Borgharen (1970), de Heer (1970), de Heugem, d'Itteren (1970), de Limmel, de Scharn, de Sint-Pieter (1920), d'Oud-Caberg et de Wolder sont devenus des quartiers de Maastricht.
Lorsque la rive gauche de la Meuse a été attribuée à la Belgique le 8 août 1843, il a été décidé que la zone comprise dans les 1 200 brasses (2,3 km, soit la distance d'un coup de canon) autour de Maastricht serait ajoutée à la ville. Il s'agit de la seule zone, à l'ouest de Maastricht dans le Limbourg, où le fleuve ne constitue pas la frontière naturelle avec la Belgique.
Un plan-relief de la ville de Maastricht et de ses environs a été établi en 1752 par l'ingénieur Larcher d'Aubencourt. Il est conservé et exposé au sous-sol du Musée des Beaux-Arts de la ville de Lille. Il est composé de 12 tables en bois pour un total de 6,8 × 5,8 m à une échelle de 1/600e.
Au sud de la ville se trouve la montagne Saint-Pierre (St. Pietersberg) surplombée par l'ancien fort et son réseau de souterrains. Les souterrains ont une température constante de 10 °C et sont un lieu d'hibernation pour les chauve-souris.
Maastricht est toute proche de la frontière avec la Belgique, notamment de la ville frontalière de Visé située en Région wallonne. Maastricht a des liaisons de chemin de fer avec Liège (en Belgique) au sud, à l'est avec Kerkrade et avec Eindhoven au nord. À vol d'oiseau, Maastricht est à 100 km environ de la France.

### Urbanisme

#### Quartiers
La municipalité de Maastricht est officiellement composée de cinq arrondissements eux-mêmes subdivisés en 44 quartiers :
1. arrondissement de Maastricht-Centre (stadsdeel Maastricht-Centrum) : Binnenstad, Jekerkwartier, Kommelkwartier, Statenkwartier, Boschstraatkwartier, Sint Maartenspoort, Wyck-Céramique ;
2. arrondissement sud-ouest (stadsdeel Zuid-West) : Villapark, Jekerdal, Biesland, Campagne, Wolder, Sint-Pieter ;
3. arrondissement nord-ouest (stadsdeel Noord-West) : Brusselsepoort, Mariaberg, Belfort, Pottenberg, Malpertuis, Caberg, Oud-Caberg, Malberg, Dousberg-Hazendans, Daalhof, Boschpoort, Bosscherveld, Frontenkwartier, Belvédère, Lanakerveld ;
4. arrondissement nord-est (stadsdeel Noord-Oost) : Beatrixhaven, Borgharen, Itteren, Meerssenhoven, Wyckerpoort, Wittevrouwenveld, Nazareth, Limmel, Amby ;
5. arrondissement sud-est (stadsdeel Zuid-Oost) : Randwyck, Heugem, Heugemerveld, Scharn, Heer, De Heeg, Vroendaal.

Les quartiers de Amby, Borgharen, Heer, Itteren, Sint-Pieter et Wolder (bourg principal de la municipalité Oud-Vroenhoven) sont des anciennes communes annexées par Maastricht. Limmel (ancienne commune de Meerssen), Scharn (ancienne commune de Heer) et Heugem (ancienne commune de Gronsveld) sont des villages qui faisaient partie d'autres municipalités.

#### Circulation et transports

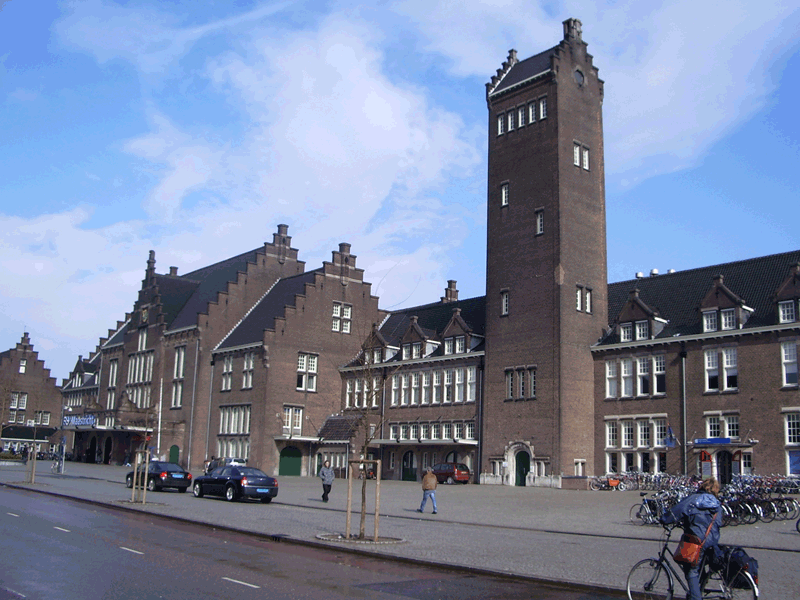
La gare de Maastricht.

La gare de Maastricht relie la ville, au nord à Sittard et Eindhoven, à l’est vers Fauquemont et Heerlen, et au sud vers Visé à Liège. Après des consultations administratives entre les deux provinces du Limbourg à la fin de 2004, la décision a été prise de rénover l'ancienne ligne entre Maastricht et Lanaken. La ligne a été utilisée à nouveau en 2011 pour le fret. En Belgique, il est prévu de relier Lanaken à Hasselt. Cela crée également une connexion plus rapide entre Maastricht et Anvers.
Depuis 2016, Arriva exploite une dizaine de lignes d'autobus urbains dans Maastricht et ses environs.
L'autoroute A2 relie Maastricht au nord vers Eindhoven et la Randstad et au sud vers Liège. L'A79 relie Maastricht à Heerlen et par extension – via l'A76 – avec les villes allemandes comme Aix-la-Chapelle, Cologne et la Ruhr. L'autoroute A2 traverse la municipalité ce qui engendrait du trafic. En 2016, les travaux du tunnel de l'A2 permettront de limiter la circulation.
À quelques kilomètres au nord de Maastricht, dans la municipalité de Beek, se trouve l'aéroport Maastricht Aachen.
En mars 2018, la ville de Maastricht a annoncé son intention d'introduire une zone à faibles émissions dès 2019, ce qui interdit l'accès à la ville pour les voitures diesel produites avant 2006 et les voitures à essence d'avant 1990.

### Climat
Le centre de Maastricht est situé à une hauteur de 49,4 mètres au-dessus du niveau de la mer (NAP). Les banlieues sont quant à elles plus élevées. Maastricht, situé à l'intérieur des terres, subit moins l'influence de la mer à l'ouest. Cela implique que le climat est plus continental que vers les zones côtières. Les hivers sont souvent un peu plus froids et la neige plus abondante que dans les autres villes des Pays-Bas, les étés sont quant à eux plus chauds. Maastricht est également l'un des endroits où les températures les plus élevées sont mesurées aux Pays-Bas.
| Mois                                | jan.  | fév.  | mars  | avril | mai  | juin | jui. | août | sep. | oct. | nov. | déc.  | année |
| ----------------------------------- | ----- | ----- | ----- | ----- | ---- | ---- | ---- | ---- | ---- | ---- | ---- | ----- | ----- |
| Température minimale moyenne (°C)   | 0,5   | 0,7   | 2,7   | 5     | 8,7  | 11,7 | 13,8 | 13,4 | 10,6 | 7,3  | 3,8  | 1,4   | 6,6   |
| Température moyenne (°C)            | 3,2   | 3,7   | 6,6   | 10,1  | 13,8 | 16,8 | 18,8 | 18,4 | 15   | 11   | 6,8  | 4     | 10,7  |
| Température maximale moyenne (°C)   | 5,7   | 6,7   | 10,7  | 15    | 18,8 | 21,7 | 23,8 | 23,5 | 19,7 | 14,8 | 9,7  | 6,3   | 14,7  |
| Record de froid (°C)                | −19,3 | −14,7 | −12,9 | −4,9  | −0,8 | 0,9  | 5,2  | 5,5  | 1,6  | −4,2 | −9   | −15,4 |       |
| Record de chaleur (°C)              | 16,2  | 19,8  | 24,2  | 28    | 32,7 | 34,8 | 39,6 | 36,4 | 34,3 | 27,3 | 21,4 | 16,4  |       |
| Ensoleillement (h)                  | 67    | 86    | 138   | 180   | 209  | 205  | 209  | 197  | 157  | 118  | 74   | 53    | 1 695 |
| Précipitations (mm)                 | 63,8  | 57,6  | 54,6  | 41    | 57,7 | 68,9 | 72,8 | 82,8 | 57,5 | 63,6 | 62,2 | 77,3  | 756,8 |
| Nombre de jours avec précipitations | 12    | 10,8  | 10,4  | 8,4   | 9,4  | 9,7  | 10,2 | 10,2 | 8,8  | 10,7 | 11,7 | 13,2  | 125,7 |
| Humidité relative (%)               | 86    | 83    | 78    | 72    | 72   | 72   | 73   | 75   | 79   | 84   | 88   | 88    | 79,3  |

## Histoire

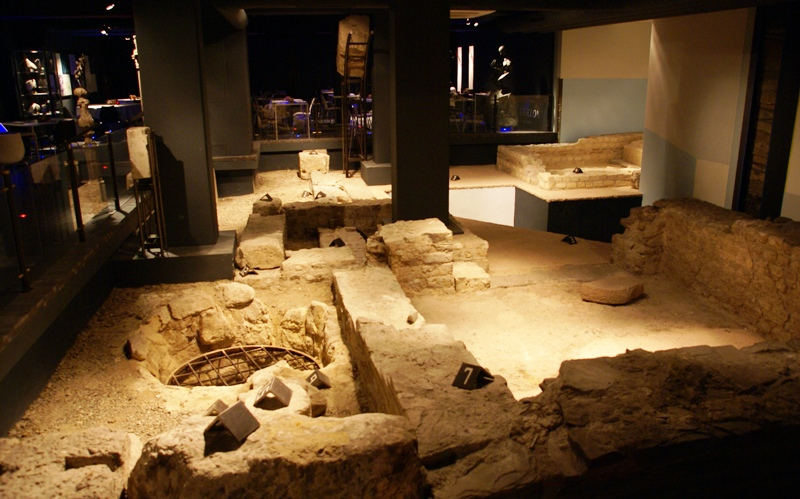
Fouille romaine au musée Derlon.

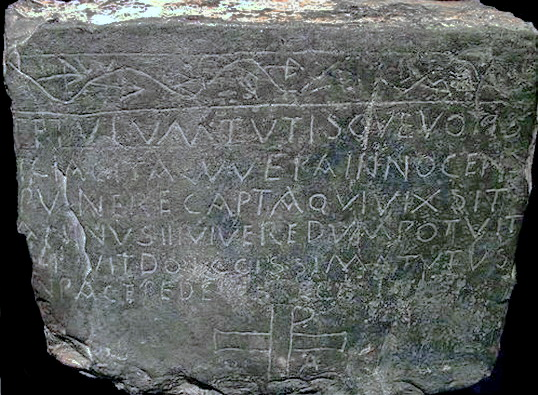
Pierre tombale paléochrétienne (Église Saint-Servais Ve siècle/VIe siècle).

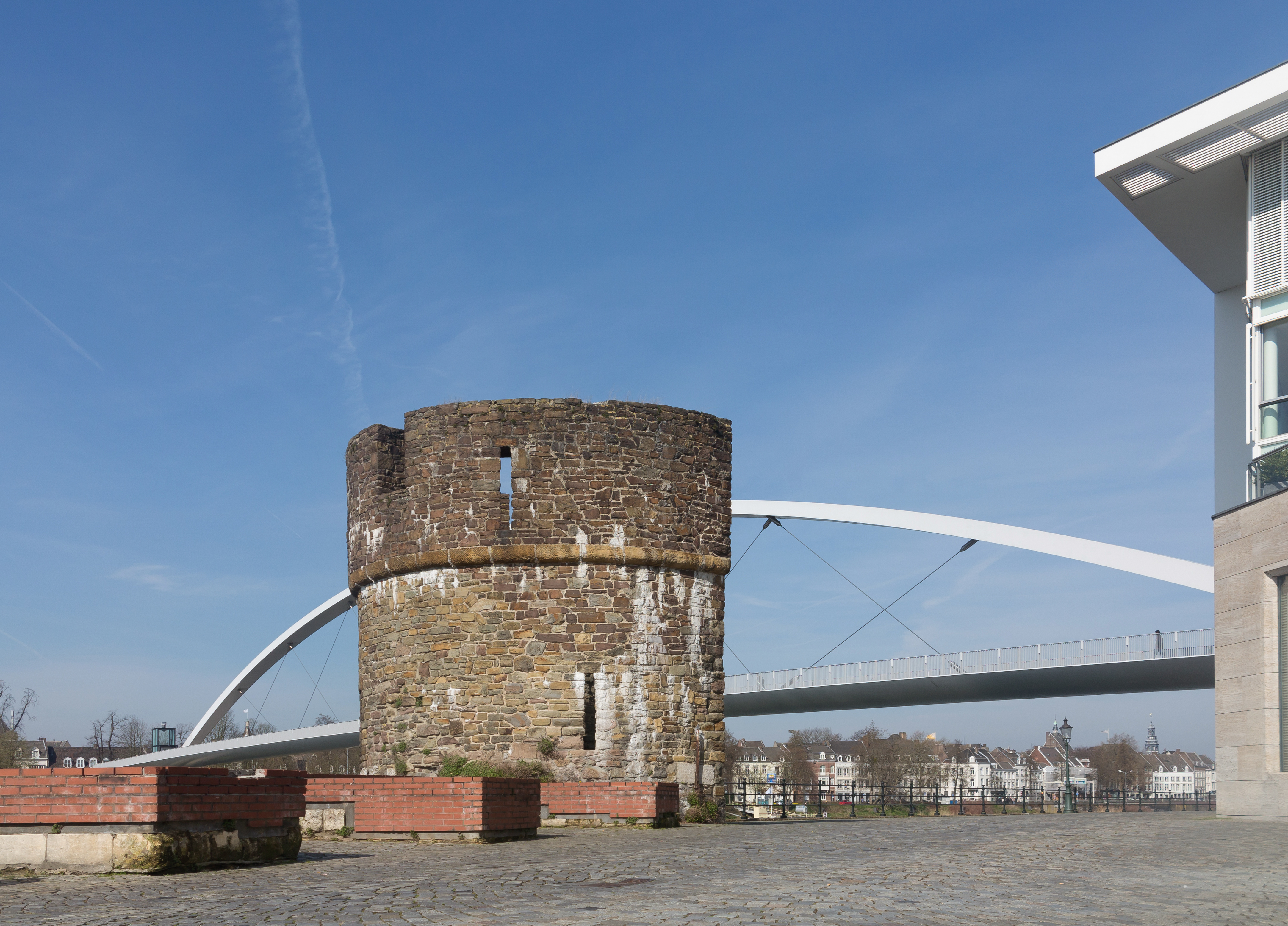
De Maaspunttoren: le tour de l'ancien mur de la ville.

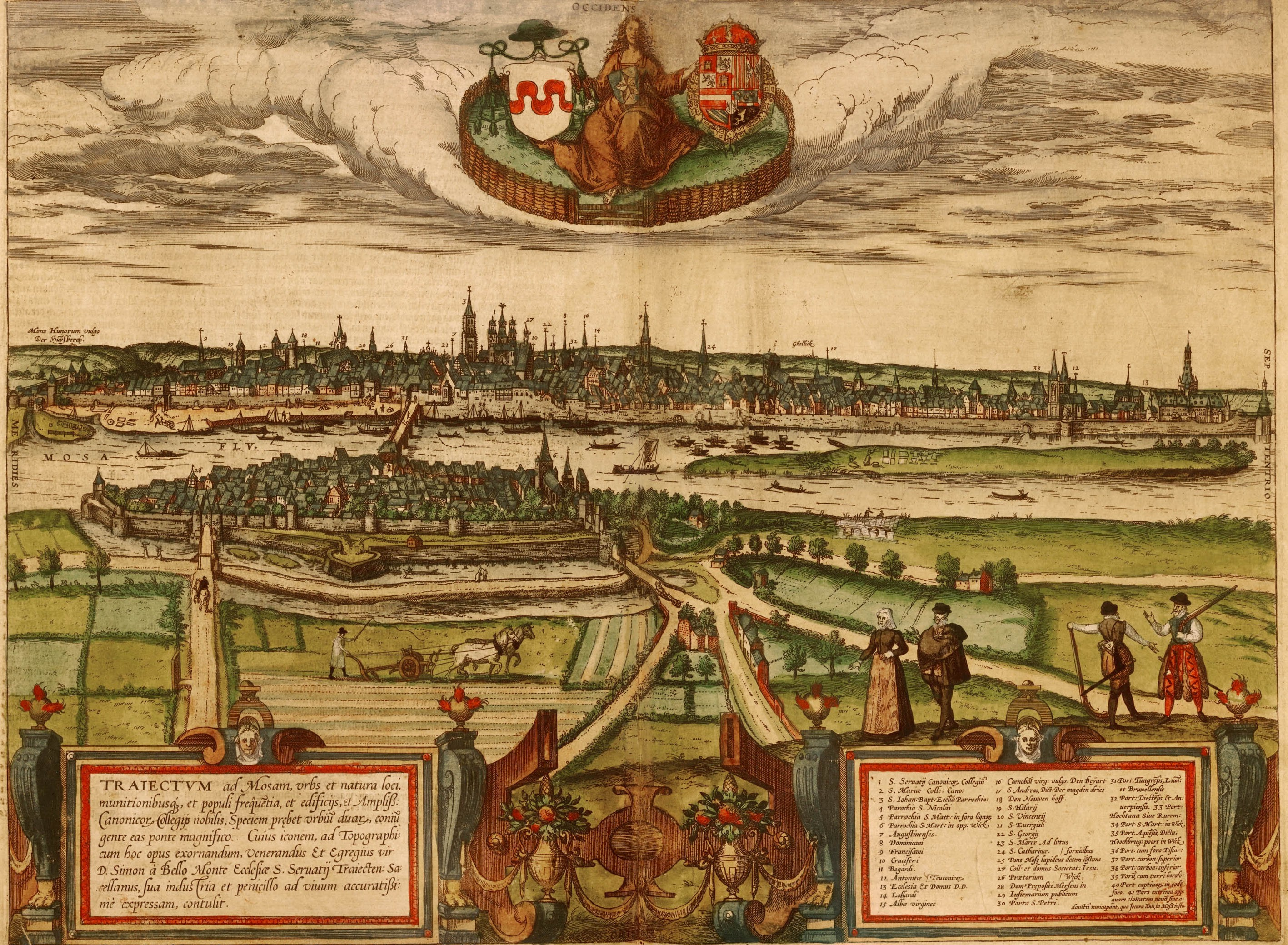
Maastricht sur une gravure de Simon de Bellomonte (XVIe siècle).

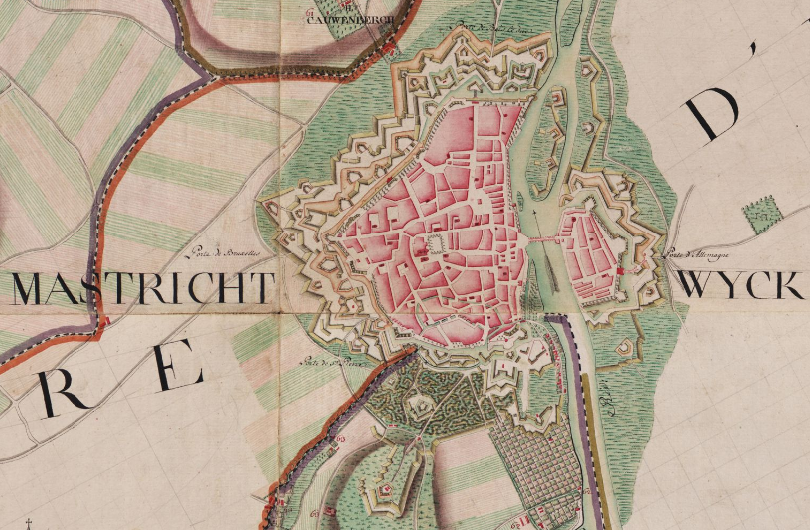
Carte de Maastricht établie entre 1770-1778 par Joseph de Ferraris.

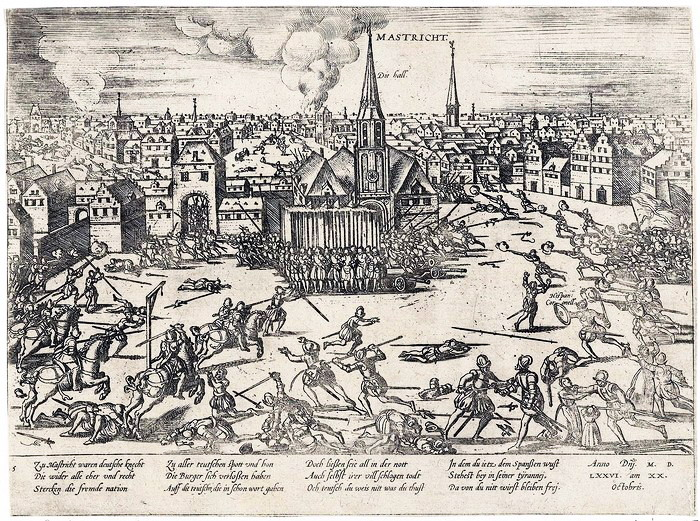
Furie espagnole à Maastricht (1576).

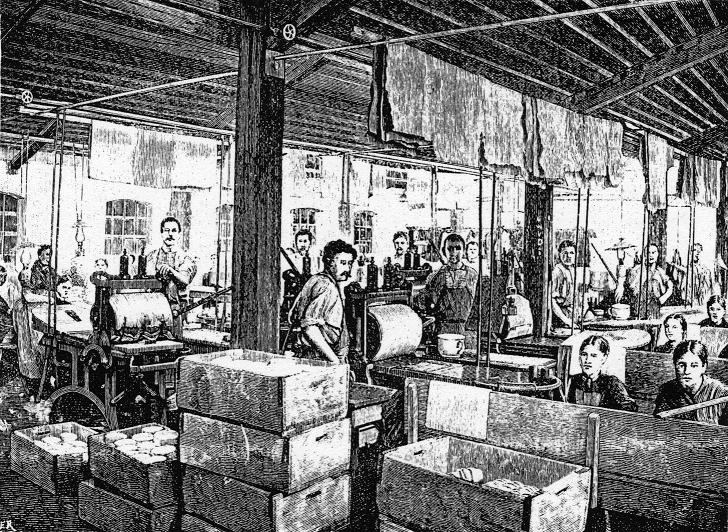
Usine Société Céramique (1887).

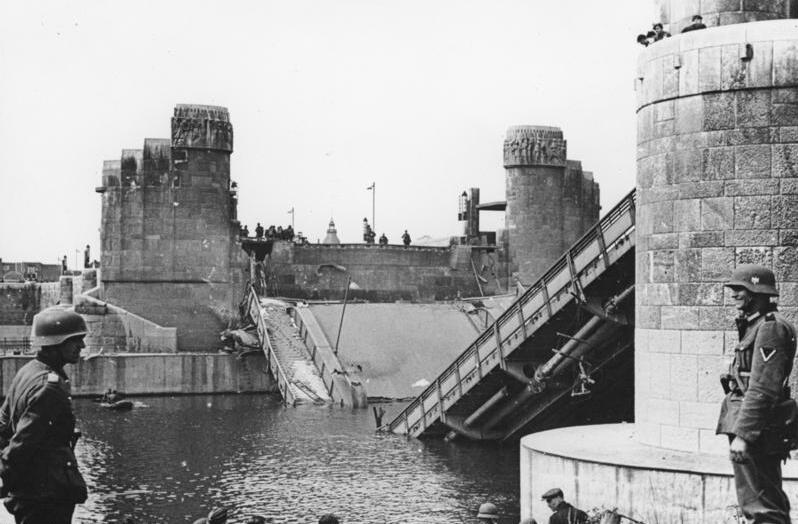
Les troupes allemandes détruisant le Wilhelminabrug (mai 1940).

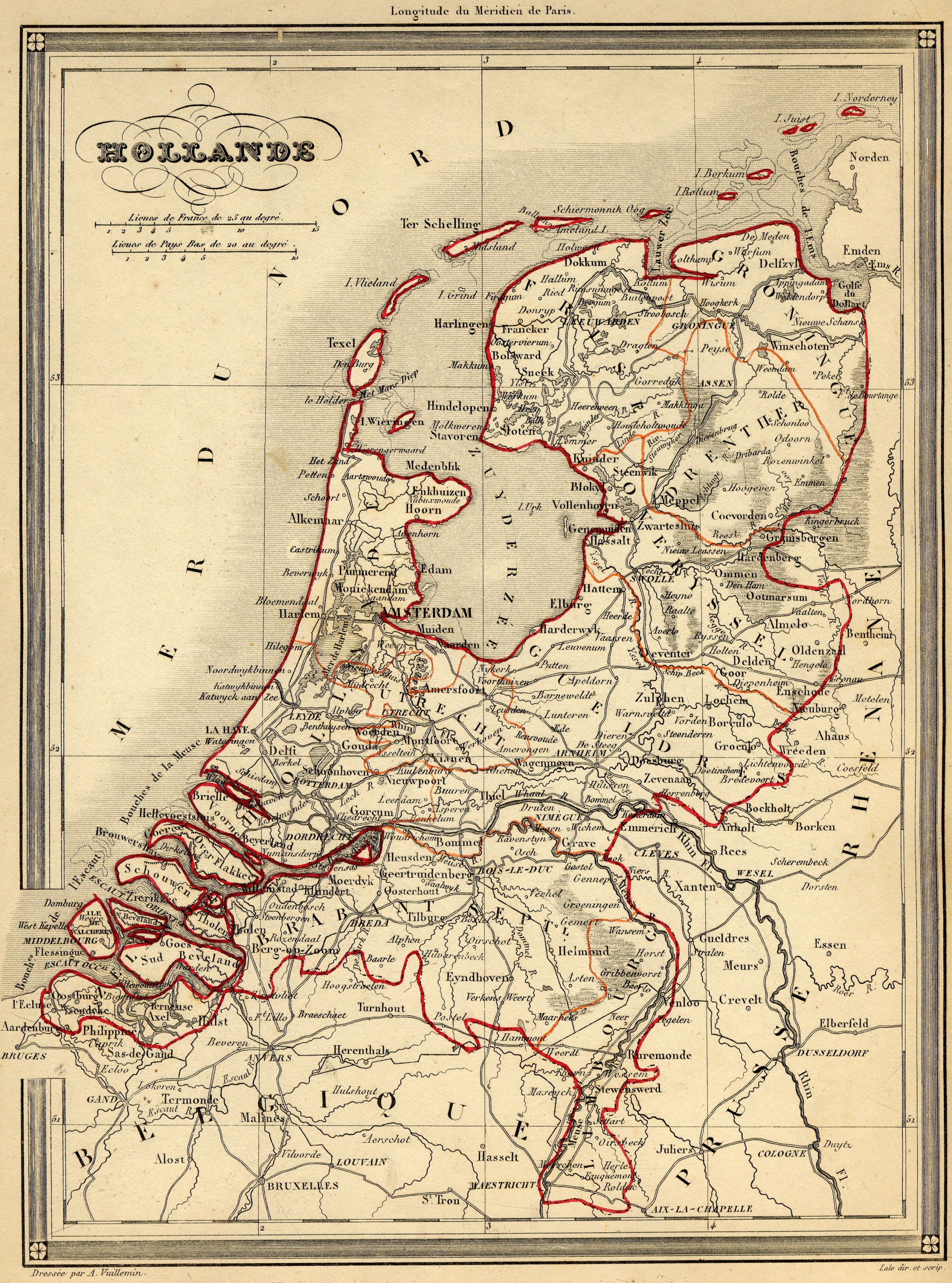
Carte des Pays-Bas en 1843 avec les nouvelles frontières : Maastricht et le Limbourg oriental ont été rétrocédés aux Pays-Bas.

Maastricht est l'une des plus anciennes villes des Pays-Bas, et est habitée sans interruption depuis vingt siècles. 
Son histoire peut grossièrement être subdivisée en quatre périodes : le fort romain, le centre religieux médiéval, une ville de garnison, puis une cité  industrielle.

### Préhistoire
L'emplacement de la ville actuelle fut occupé il y a environ 250 000 ans : des restes d'ossements néandertaliens ont été découverts dans les carrières d'argile du Belvédère.
À une date ultérieure, des ossements datés du Paléolithique ont aussi été trouvés : ils auraient entre 8 000 et 25 000 ans.

### Période romaine
La date exacte de l'arrivée des Romains à Maastricht n'est pas connue, et les recherches n'ont pas déterminé s'ils sont arrivés dans un village préexistant ou s'ils ont fondé la colonie. Vers l'an 10 avant notre ère, ils construisirent une importante voie militaire, la Via Belgica. Un pont sur la Meuse fut construit sous le règne d'Auguste, au niveau de l'actuel  Stokstraat (nl). Il fut un point de passage important sur la route menant à Bavay et à la capitale des Ubiens, Cologne.
Vers 270 apr. J.-C., la ville dut subir un ou plusieurs raids des tribus germaniques. Pour protéger le pont, un castrum fut construit sur la rive gauche en 330.
La Maastricht romaine était probablement très petite, des restes de la voie romaine, du pont, d'un tombeau religieux, de termes romains, d'un grenier, de quelques maisons, de murs et portes du castrum ont été retrouvés. Des fragments de sculptures romaines provinciales, ainsi que des pièces, des bijoux, des verres, des poteries et d'autres objets de cette période sont visibles dans l'espace exposition du centre Céramique (la bibliothèque publique de la ville).
Servais, évêque de Tongres (premier évêque des Pays-Bas), déplaça en 380 l'évêché de Tongres à Maastricht. Il y est mort en 384 et fut enterré le long de la route romaine, hors du castrum. D'après Grégoire de Tours, ce fut vers 570 que l'évêque Monulphe fit construire la première église en pierre sur la tombe de Servais, à l'emplacement de l'actuelle église Saint-Servais, et elle devint le siège épiscopal du diocèse de Tongres.

### Moyen Âge (500–1500)
Maastricht est mentionnée dans les sources écrites du Moyen Âge, et  l'image qui s'en dégage est celle d'une ville assez grande et prospère, notamment grâce à la présence de l'évêque et peut-être d'un palais royal, car elle semble être un centre de pouvoir au sein des Empires carolingiens et mérovingiens (des pièces de monnaie y furent frappées sous cette dernière dynastie).  
Le catholicisme s'est très tôt et durablement implanté dans la région, et il existe une liste des vingt-et-un saints et/ou anciens évêques de Maastricht. Au VIIIe siècle le siège de l'évêché fut déplacé à Liège à la suite de l'assassinat de saint Lambert en cette ville, et du développement qu'elle connut alors comme lieu de pèlerinage.
En 881 la ville fut mise à sac par les Vikings, après la division de l'empire de Charlemagne elle se retrouva en Francie médiane, puis en Basse-Lotharingie dont il semble qu'elle fut la capitale à la fin du Xe siècle et au début du XIe siècle : un de ses ducs, mort aux alentours de l'an mil, est inhumé dans l'église Saint-Servais.
Vers l'an mil débutèrent deux campagnes de constructions massives et concurrentes, qui créèrent une période d'expansion culturelle dans la cité : l'art mosan y atteint un niveau élevé, et les peintres et sculpteurs de la ville (les metsen) devinrent ensuite actifs dans de nombreuses régions du Saint-Empire romain germanique. 
Au XIIe siècle, Hendrik van Veldeke écrivit une nouvelle hagiographie de saint Servais, l'un des plus anciens ouvrages de la littérature néerlandaise.
En 1204, Maastricht tombe sous l'autorité du prince-évêque de Liège et du duc de Brabant. Elle devint alors un condominium, une ville sous double autorité. En 1229 elle est autorisée par le duc Henri Ier de Brabant à construire des remparts. En 1281 un nouveau pont est construit au nord de la vieille ville pour remplacer celui des Romains qui s'était effondré. Vers 1375, une seconde muraille est construite. L'économie de la ville fut à l'époque principalement tournée vers la tannerie, mais Maastricht fut aussi en ces temps un important centre religieux et de pèlerinage, et dès le XIIIe siècle de nombreux monastères s'y établirent.
Vers 1400 Maastricht passe sous contrôle du Brabant, et fait donc partie des possessions du duc de Bourgogne. 
Charles le Téméraire, et plus tard Charles Quint et Philippe II d'Espagne séjournèrent à plusieurs reprises dans ses murs, et logèrent à l'Hôtel du gouvernement espagnol.

### Période moderne (1500-1794)
Au XVIe siècle Maastricht compte de 15 000  à   20 000 habitants, et est une des plus grandes villes des Pays-Bas.  
En 1521, Charles Quint, qui entend défendre la religion catholique contre le Protestantisme, interdit la diffusion de la nouvelle doctrine dans tous les Pays-Bas, et en 1535 quinze anabaptistes sont brûlés sur un bûcher place du Vrijthof. Lors de la Furie iconoclaste de 1566, les icônes et mobiliers des églises et chapelles de Maastricht sont en partie détruits. Dans ces années l'économie de la ville ralentit, et la pauvreté s'étend.
En 1576, l'armée espagnole ravage la ville après une révolte, et en 1579, elle assiège la ville (qui s'était rangée du côté néerlandais), sous le commandement d'Alexandre Farnese, le duc de Parme. La ville est prise le 1er juillet de cette année, après quoi la re-catholisation de la ville commence. Les années qui suivent sont marquées par la famine et l'activité économique est tombée au plus bas.
En 1632, Frédéric-Henri d'Orange-Nassau conquiert la ville après l'avoir assiégée durant 74 jours. Le gouverneur de la ville, Frédéric-Henri, permet alors à Maastricht de s'intégrer aux Provinces-Unies protestantes. Le condominium entre le duc de Brabant et Liège est rétabli. Les conditions de la paix furent de donner aux protestants et aux catholiques les mêmes droits et la liberté religieuse.
Le 25 juin 1673, la ville est prise par Vauban sur l'ordre de Louis XIV. d'Artagnan meurt lors de ce siège, tué d'une balle de mousquet reçue dans la gorge,. La ville reste sous domination française jusqu'en 1678. 
Au début du XVIIIe siècle est érigée autour de la ville une fortification type Vauban. L'enceinte du Moyen Âge est conservée comme dernière ligne de résistance, mais devant elle se développe un système d'ouvrages avancés, « de telle étendue et diversité qu'on ne trouve nulle part ailleurs autour d'une ville néerlandaise ».  
De 1747 à 1748 elle passe une nouvelle fois sous domination française après la bataille de Lauffeld. Durant ces périodes françaises, les protestants de Maastricht perdent les droits qui les rendaient égaux aux autres chrétiens.
Aux XVIIe et XVIIIe siècles, elle est une petite ville provinciale tranquille, et dans la seconde moitié du XVIIIe siècle a lieu une légère reprise de la vie culturelle.

### Période française (1794-1814)
Le 4 novembre 1794, Jean Baptiste Kléber prend Maastricht, qui est dès lors annexée par la République française. De 1795 à 1814, elle est le chef-lieu du département français de la Meuse-Inférieure, et tous ses habitants deviennent citoyens français. La préfecture se trouvait à l’emplacement actuel de l’Oud Gouvernement. 
En 1794, les juifs reçoivent l'autorisation de créer une communauté, mais les réunions religieuses se font chez un particulier jusqu'à l'inauguration en 1840 de la synagogue. 
La ville reçut en juillet 1803 le Premier Consul Napoléon Bonaparte et son épouse Joséphine.
L'héritage de la « période française » n'est pas considéré comme positif : les églises, monastères et chapitres sont dissous ; les stocks de biens précieux sont vendus ou détruits ; les bibliothèques, archives et trésors pillés ; les institutions (souvent religieuses) s'occupant des malades, des pauvres et des personnes âgées sont supprimées.

### Période contemporaine (1814-1945)
Le 1er août 1814, Maastricht devient la nouvelle capitale de la province du Limbourg intégré au royaume uni des Pays-Bas en 1815. 
En 1826, le Zuid-Willemsvaart, un canal, fut ouvert à la circulation.
Lors de la révolution belge de 1830, la garnison de la ville commandée par Bernardus Johannes Cornelis Dibbets demeura loyale au roi Guillaume Ier.
En 1834, Petrus Regout commença à fabriquer du verre et du cristal sur Boschstraat, atelier qui fut bientôt augmenté d'une fabrique de poteries, et en 1836 commença la production de céramiques copiant les faïences fines anglaises, et vers 1840 s'installèrent des ouvriers et du matériel britanniques. Sa marque Sphinx royal utilisa comme logo un sphinx bleu de profil ; quant aux décorations des services de table, elles imitaient certains motifs des manufactures de Delft ; il reproduit aussi un vase décoré de motifs chinois. En 1870, ses fils devinrent co-directeurs de la maison.
Avec le développement des usines, Maastricht devint une importante ville industrielle. Cependant, du fait des mauvaises conditions sociales, le taux de mortalité infantile était  élevé, et l'âge moyen des habitants faible.
En 1839 (Traité des XXIV articles), la ville et la partie orientale du Limbourg furent intégrées de façon permanente aux Pays-Bas.
Entre 1845 et 1850, le canal de Maastricht-Liège fut creusé. La ligne ferroviaire reliant Maastricht à Aix-la-Chapelle fut ouverte en 1853, mais ce n'est qu'en 1865 que Maastricht fut connectée au réseau ferroviaire néerlandais.
Après la levée du statut de forteresse en 1867, les premiers quartiers hors des murs défensifs furent construits.
Au XIXe siècle Maastricht fut une ville très francisée. L'élite trouvait de bon goût de parler français plutôt que néerlandais.
Le 1er janvier 1920, plusieurs municipalités environnantes furent annexées à la ville, le territoire de la commune passant de 415 à près de 3 500 hectares.
Dans la matinée du 10 mai 1940, la garnison de Maastricht fit sauter les ponts sur la Meuse afin d'essayer de ralentir l'avancée de la Wehrmacht. L'occupation allemande dura quatre ans, quatre mois et quatre jours, jusqu'au 14 septembre 1944. 
Pendant ce temps, les bombardements aériens alliés firent de nombreux morts et détruisirent de nombreuses habitations. Des 515 membres de la communauté juive de Maastricht en 1940, il en restait 145 en 1945.

### De 1945 à nos jours
Maastricht fut la première ville néerlandaise à être libérée par les troupes américaines lors de la Seconde Guerre mondiale. Après le conflit, la population augmenta de façon exponentielle, ce qui conduisit à la construction de nouveaux domaines à l'ouest de la Meuse. Le 1er juillet 1970, un nouveau village fut annexé par la municipalité, portant la population à 112 500 habitants. Depuis les années 1960, la société maastrichtoise s'est fortement sécularisée et l'Église catholique romaine y perdit beaucoup d'influence.
En 1974, l'Université du Limbourg (l'actuelle Université de Maastricht) fut créée. L'avènement de l'université conduisit à une grande diversification de la population de la ville et à son internationalisation croissante. Peu à peu, l'économie urbaine, à l'origine basée sur l'industrie, s'est transformée en une économie de service.
Le pape Jean-Paul II s'est recueilli à Maastricht en 1985. 
Depuis 1988, la Foire européenne des beaux-arts, considérée comme la première foire d'art au monde, attire chaque année certains des plus riches collectionneurs.
Deux réunions du Conseil européen se sont déroulées à Maastricht, la première les 23 et 24 mars 1981 et la seconde les 9 et 10 décembre 1991. Finalement, le 7 février 1992, le traité sur l'Union européenne y fut signé.
Depuis les années 1990, une grande partie de la ville a été rénovée, notamment les abords de la gare centrale, le boulevard le long de la Meuse, les centres commerciaux, ainsi que certaines des principales rues commerçantes. 
Selon une enquête de l'Office néerlandais des statistiques réalisée en 2018, les villes comme Maastricht situées le long des frontières avec la Belgique et l'Allemagne, où les touristes passent souvent pour acheter du cannabis, sont celles qui signalent le plus de problèmes liés au trafic de drogue. La ville de Maastricht a un taux de criminalité trois fois supérieur à celui d'autres villes plus éloignées de la frontière nationale, ce qui est attribué au commerce du cannabis,. En 2012, Maastricht a mis en œuvre le « critère du résident ». Seuls les adultes résidant aux Pays-Bas sont admis dans les coffee shops. Depuis cette date, le nombre de touristes consommateurs de drogues et les problèmes liés à la drogue dans le centre-ville ont été « considérablement réduits », d'après la mairesse de Maastricht, Annemarie Penn-te Strake. Cependant, cette politique a eu pour effet d'augmenter le nombre de trafiquants de drogue à la périphérie de la ville et d'intensifier le commerce de rue.

## Politique et administration

### Maires

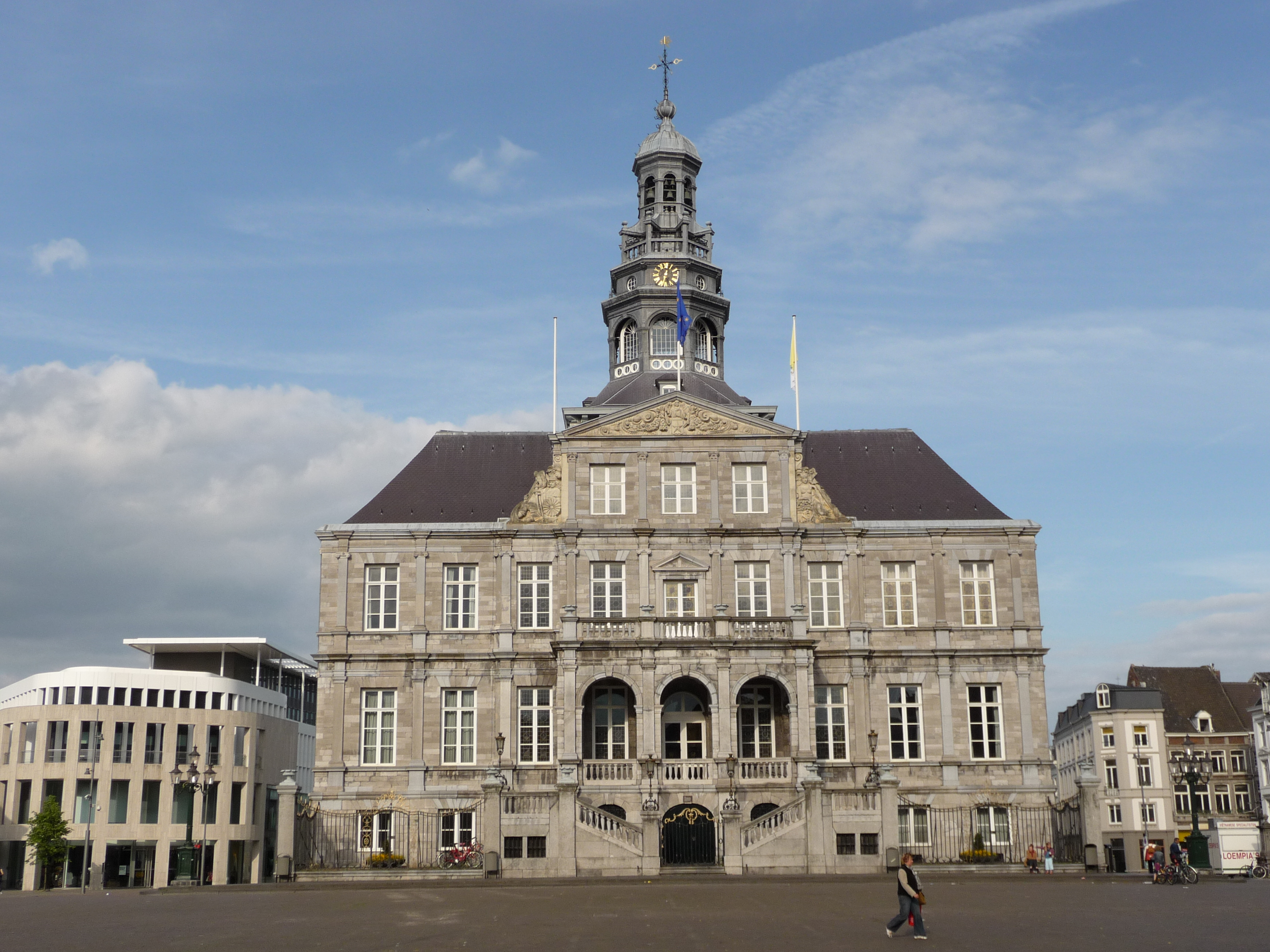
L'Hôtel de ville de Maastricht.

L'ancien maire Gerd Leers, membre du CDA, dut démissionner en janvier 2010 à la suite de l'affaire de la « villa bulgare ». Jan Mans devint maire intérimaire et devint, par là même, le premier maire de Maastricht issu du PvdA. Le 16 septembre 2010, le conseil municipal de Maastricht a désigné Onno Hoes, issu du VVD, comme maire de Maastricht. Il a prêté serment pour sa fonction le 1er novembre 2010. Le 1er juillet 2015, Annemarie Penn-te Strake prend à son tour la fonction de bourgmestre de Maastricht.

### Collège des bourgmestre et échevins
L'administration municipale de Maastricht se compose d'un maire, du conseil municipal et du collège des bourgmestre et échevins. Le Conseil municipal est un organe législatif élu pour quatre ans et composé de trente-neuf membres. Le collège des bourgmestre et échevins est désigné par les conseillers municipaux sur la base d'un accord de coalition entre au moins deux partis après chaque élection. Les élections municipales de 2006, aux Pays-Bas, sont souvent marquées par les éléments de politique nationale. Leur résultat conduisit à un changement de majorité. À Maastricht, la coalition traditionnelle de Chrétiens-Démocrates (CDA), Travaillistes (PvdA), les Verts (Gauche verte) et les Libéraux (VVD) fut remplacée par une coalition de centre-gauche de Travaillistes (PvdA), de Chrétiens-Démocrates (CDA) et de la Gauche verte. Deux conseillers municipaux travaillistes furent désignés, avec un Chrétien-Démocrate, et un conseiller municipal des Verts. Du fait de désaccord interne, l'un des membres du conseil du VVD quitta le parti en 2005 et forma un nouveau groupe libéral en 2006 (Libéraux de Maastricht). Les partis d'opposition du Conseil municipal sont le PS, les D66 et deux partis locaux (Stadsbelangen Mestreech (SBM) et le SPM).
À partir de 2010, après les élections municipales, le collège des bourgmestre et échevins formé se composait du CDA, du PvdA, du SPM et de D66 (23 des 39 sièges). Le collège comprenait six conseillers, deux du PvdA (Albert Nuss et Jacques Costongs), deux du CDA (Jim Janssen et Luc Winants), un du SPM (André Willems) et un de D66 (Mieke Damsma). Le 15 octobre 2010, un nouveau collège a été formé, composé du PvdA, du SPM, de D66, de la Gauche verte et du VVD.

### Conseil municipal
Depuis 1982, le Conseil municipal de Maastricht se compose comme suit :

### Politique locale
Un des éléments qui a fait l'objet de controverses dans la politique locale de Maastricht, et qui a aussi eu des répercussions nationales et internationales, est l'approche de la ville en matière de drogue douce. En vertu de la politique néerlandaise en matière de drogue douce, une politique de tolérance, les individus peuvent acheter et utiliser du cannabis provenant de coffee shops sous certaines conditions. Maastricht, comme beaucoup d'autres villes frontalières, a connu une importante augmentation des « touristes de la drogue », principalement des jeunes venant d'Allemagne, de Belgique, et de France qui contribuent à une bonne part des revenus des coffee shops présents dans le centre-ville. L'administration municipale, notamment l'ancien maire Leers, a promu activement une réforme de la politique en matière de drogue afin de réduire ses effets négatifs.
L'une des dernières propositions fut le plan « Coffee Corner » du maire d'alors, Gerd Leers. Selon ce projet, le Conseil des bourgmestre et échevins vota en novembre 2008 de relocaliser la plupart des coffee shops à la limite de la ville, où la vente et l'usage de cannabis peuvent être plus facilement surveillés. Le but de ce plan est de réduire l'impact du tourisme de la drogue dans le centre-ville, tels que les problèmes de stationnement et, sur un point plus grave, la vente illégale de drogues dures aux abords des coffee shops. Le plan a rencontré cependant une forte opposition des municipalités voisines et du gouvernement national, où les Chrétiens-Démocrates ont une approche plus conservatrice en matière de drogue douce que leurs antennes locales et les maires issus de ce parti. Les villes frontalières et le gouvernement fédéral belge se sont aussi opposés au projet de la ville de déplacer les coffee shops à la frontière de la ville car cela violerait le droit européen. Le projet a fait l'objet de nombreuses procédures judiciaires et n'est pas en vigueur.

### Jumelage
- Coblence (Allemagne)
- El Rama (Nicaragua)
- Chengdu (Chine) (depuis 2012)

## Population et société

### Démographie
| 1794   | 1818   | 1er janvier 1960 | 31 décembre 1960 | 1er janvier 1970 | 31 décembre 1970 | 1er janvier 1980 | 31 décembre 1980 | 1er janvier 1990 |
| ------ | ------ | ---------------- | ---------------- | ---------------- | ---------------- | ---------------- | ---------------- | ---------------- |
| 17 000 | 20 000 | 90 202           | 91 157           | 93 927           | 112 465          | 109 285          | 110 232          | 117 008          |

| 31 décembre 1990 | 1er janvier 2000 | 31 décembre 2000 | 1er janvier 2010 | 1er janvier 2011 | 1er janvier 2012 | - | - | - |
| ---------------- | ---------------- | ---------------- | ---------------- | ---------------- | ---------------- | - | - | - |
| 114 417          | 122 070          | 122 163          | 118 533          | 119 664          | 121 050          | - | - | - |

### Langues
Maastricht est une ville reconnue pour sa diversité linguistique qui s'explique par sa position au carrefour de plusieurs régions linguistiques, ainsi que par la taille de son université dont le recrutement est international.
- Le néerlandais est la langue nationale et la langue utilisée dans le primaire et le secondaire (à l'exception des institutions internationales) ainsi que par l'administration. Le néerlandais parlé à Maastricht possède un accent limbourgeois distinctif qui ne doit pas être confondu avec le limbourgeois.
- Le limbourgeois est le terme général désignant les dialectes tonaux parlé dans la province du Limbourg (ainsi que dans la province homonyme en Belgique). Le maastrichtois (Mestreechs) est l'une des variantes du limbourgeois. Il se caractérise par un allongement des voyelles et l'influence du français dans son vocabulaire. Depuis plusieurs années, le dialecte maastrichtois est en déclin, et une progression de l'adoption du néerlandais standard a été notée[29].
- Le français était l'ancienne langue de l'éducation à Maastricht. Au XVIIIe siècle, la langue avait une importante position en tant que langue de la culture et de la justice. Le français était alors utilisé par les classes sociales aisées[30]. Entre 1851 et 1892, le journal francophone Le Courrier de la Meuse était publié à Maastricht. Actuellement, la langue fait partie des cours enseignés au secondaire. De nombreux noms propres et certains noms de rue sont en français, et la langue a marqué le dialecte local.
- L'allemand, comme le français, fait partie des cours enseignés au secondaire. Du fait de la proximité géographique de Maastricht avec l'Allemagne, et le grand nombre d'étudiants allemands dans la ville, l'allemand est très utilisé.
- L'anglais est très parlé aux Pays-Bas de manière générale. C'est la langue utilisée pour de nombreux cours dispensés par l'Université de Maastricht. Beaucoup d'étudiants étrangers et d'expatriés utilisent l'anglais comme lingua franca. L'anglais est aussi un cours obligatoire dans les écoles primaires et secondaires néerlandaises.

### Enseignement
À Maastricht se trouvent cinq écoles de niveau secondaire : la Bernard Lievegoedschool (éducation anthroposophique), le Bonnefantencollege, le Porta Mosana College, le Sint-Maartenscollege et le United World College Maastricht.
Au niveau universitaire, la ville accueille l'Université de Maastricht (appelé, en néerlandais, Universiteit Maastricht) qui comprend l'University College Maastricht. Aussi, la ville comprend : la Maastricht School of Management, l'Université de sciences appliquées Zuyd (en néerlandais Hogeschool Zuyd, qui a aussi des départements situés à Sittard et Heerlen), l’Académie d'architecture, le Teachers training college, la faculté d'affaires internationales et de communication et l’école hôtelière de Maastricht.
Enfin, trois autres structures de formation et d'éducation existent : l'académie Jan Van Eyck (institut d'art post-académique), l'école de langue Berlitz et la Talenacademie Nederland.

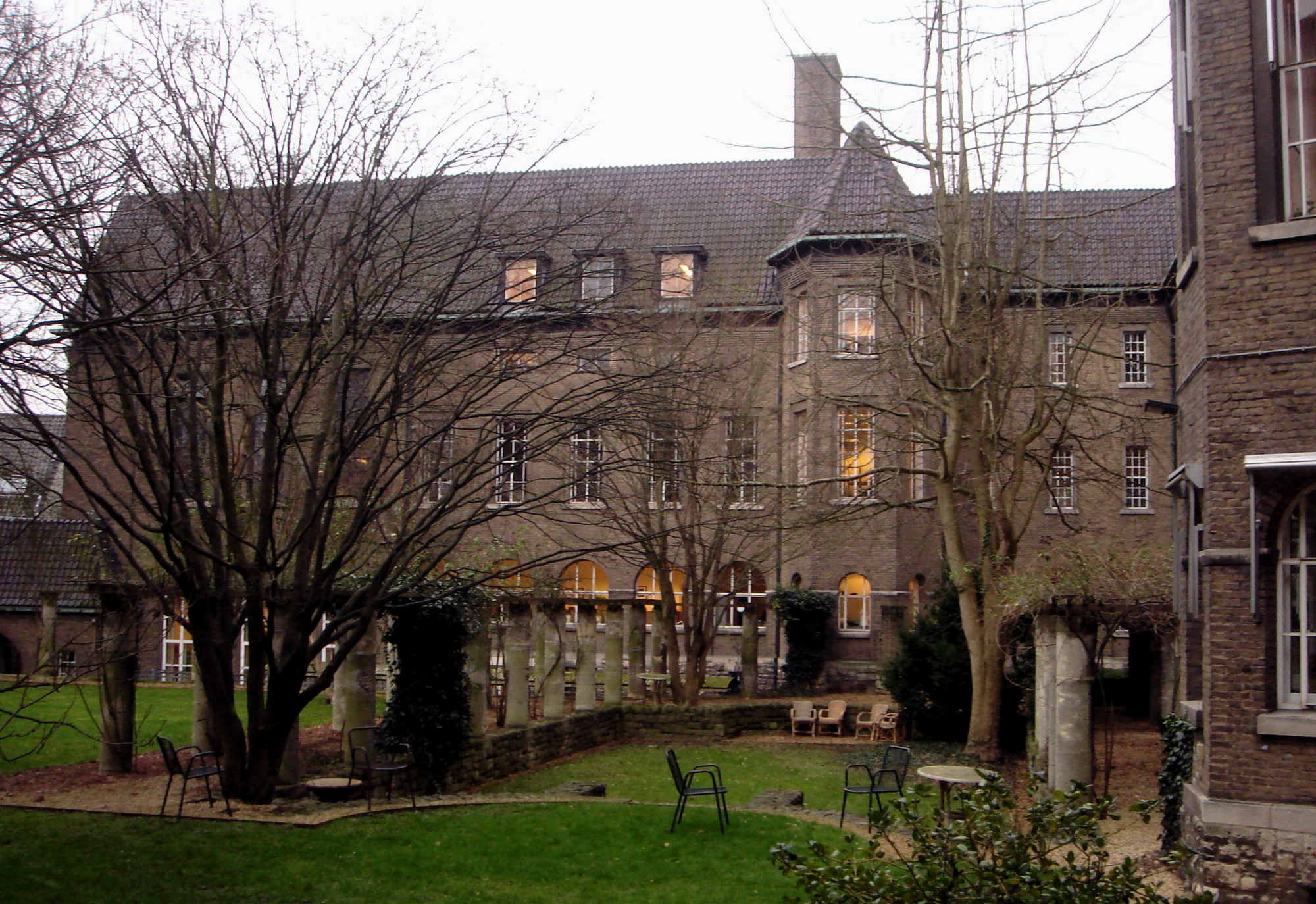
Faculté de droit de l'Université de Maastricht.
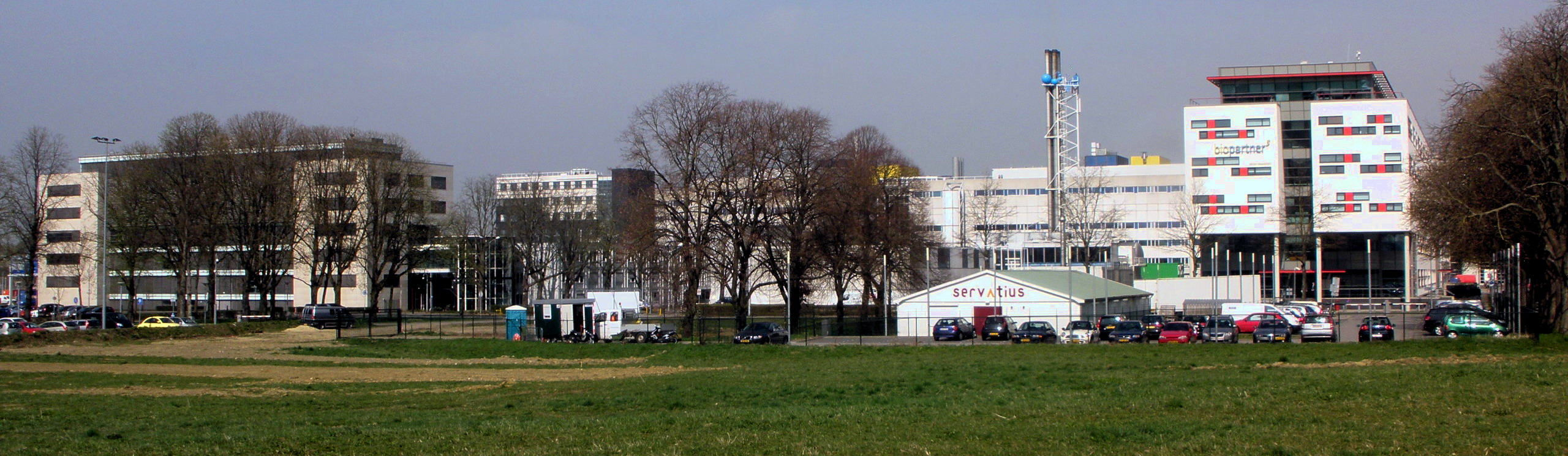
Campus Randwyck de l'Université de Maastricht.
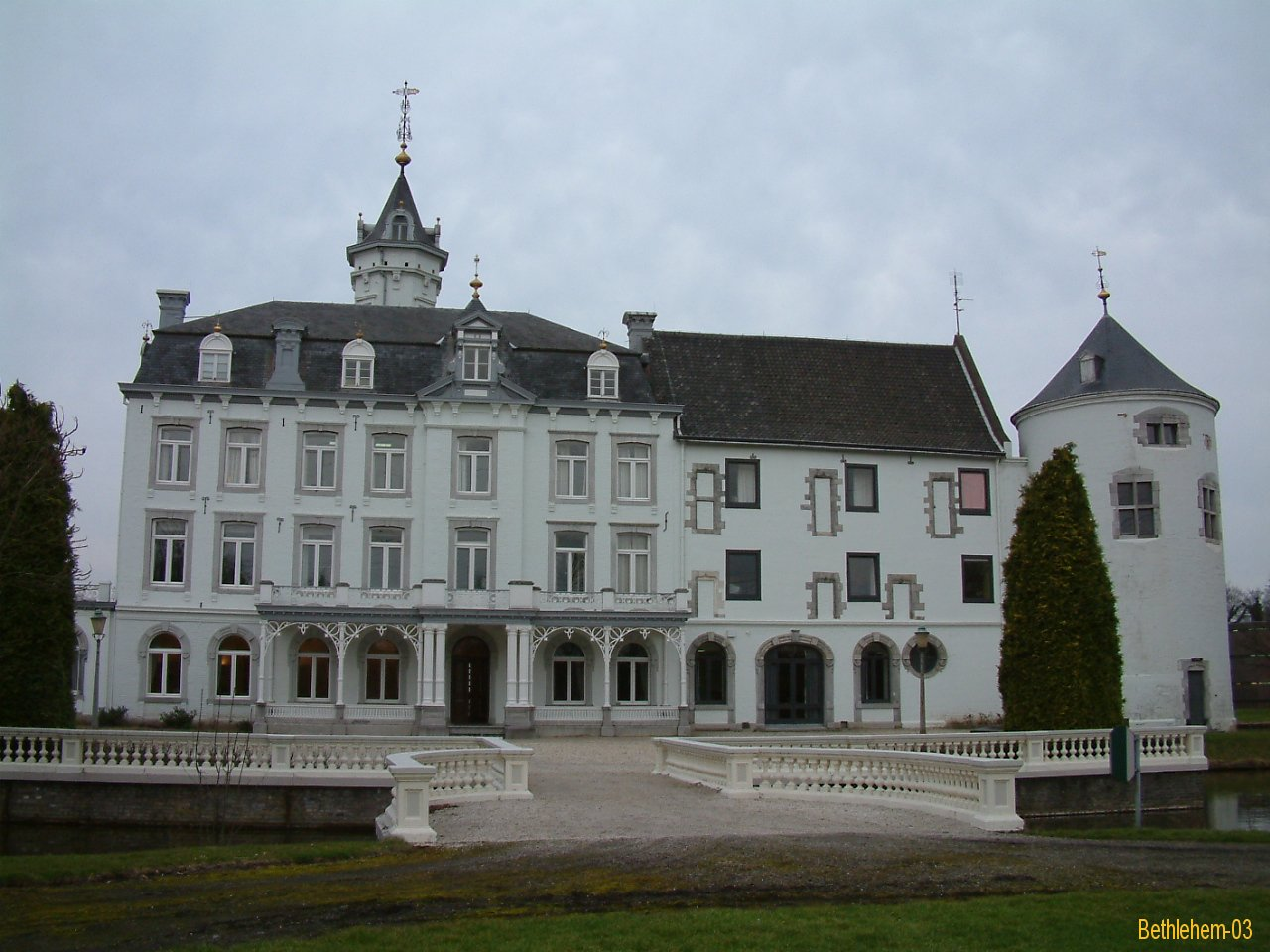
L'école hôtelière de Maastricht au Château de Bethlehem.

### Santé
Au sud de la ville, sur le campus de Randwyck, se trouve l'Hôpital académique de Maastricht (Academisch ziekenhuis Maastricht) qui comporte des services de neurochirurgie, de chirurgie cardio-thoracique, de chirurgie néonatale et pédiatrique et de soins intensifs, d'oncologie pédiatrique et un service de traumatologie.

### Religions

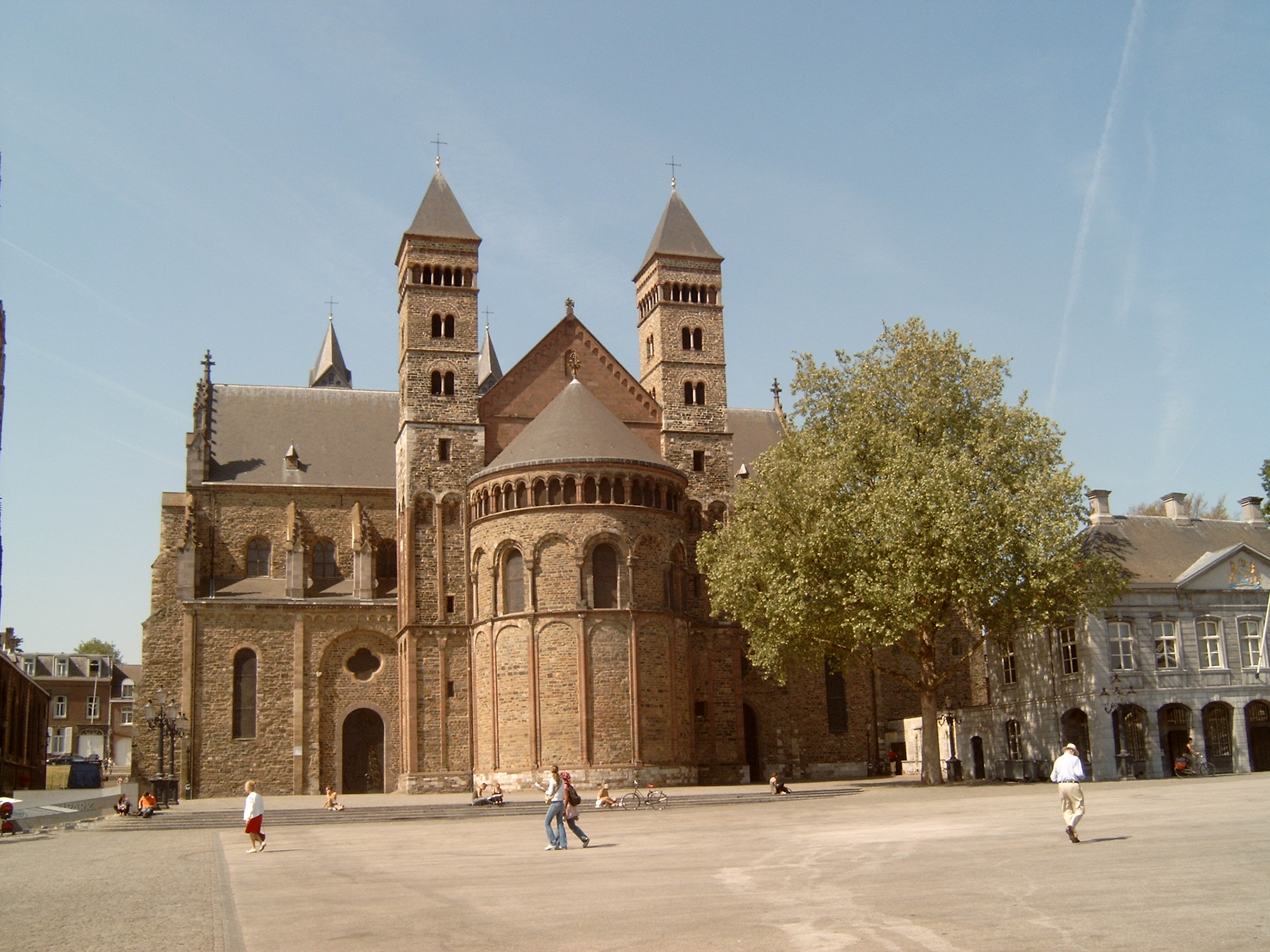
Basilique Saint-Servais.

Depuis le début du Moyen Âge, Maastricht peut être considérée comme une ville chrétienne. Au cours des cinquante dernières années, un processus de sécularisation et de laïcisation est survenu, provoquant la réduction de la domination de l'Église catholique romaine (en particulier dans l'éducation, la politique et la vie sociale). En diversifiant la composition de la population de Maastricht, le nombre de communautés non catholiques et non chrétiennes a augmenté.

#### Église catholique à Maastricht

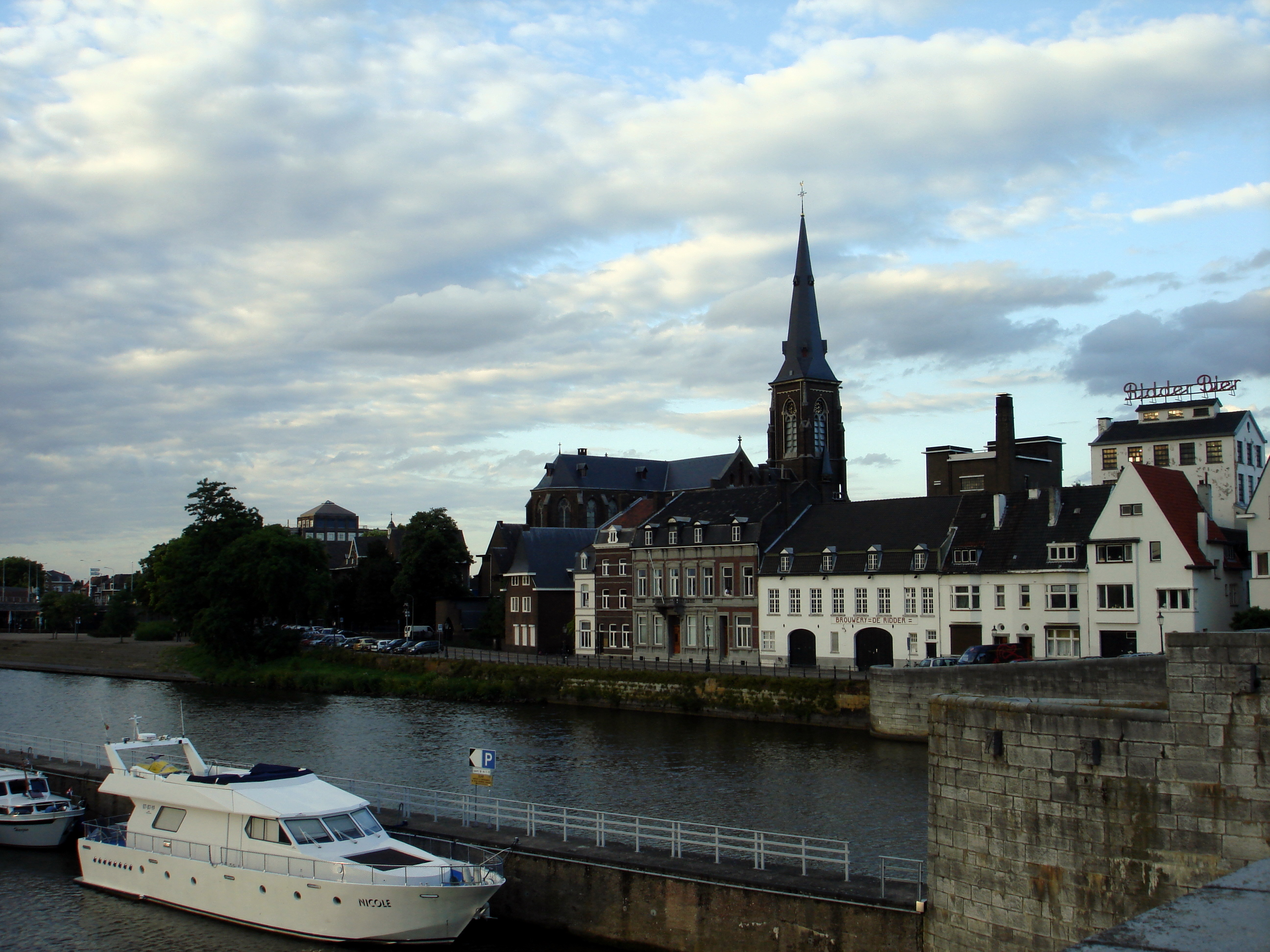
La Meuse et l'église Saint-Martin.

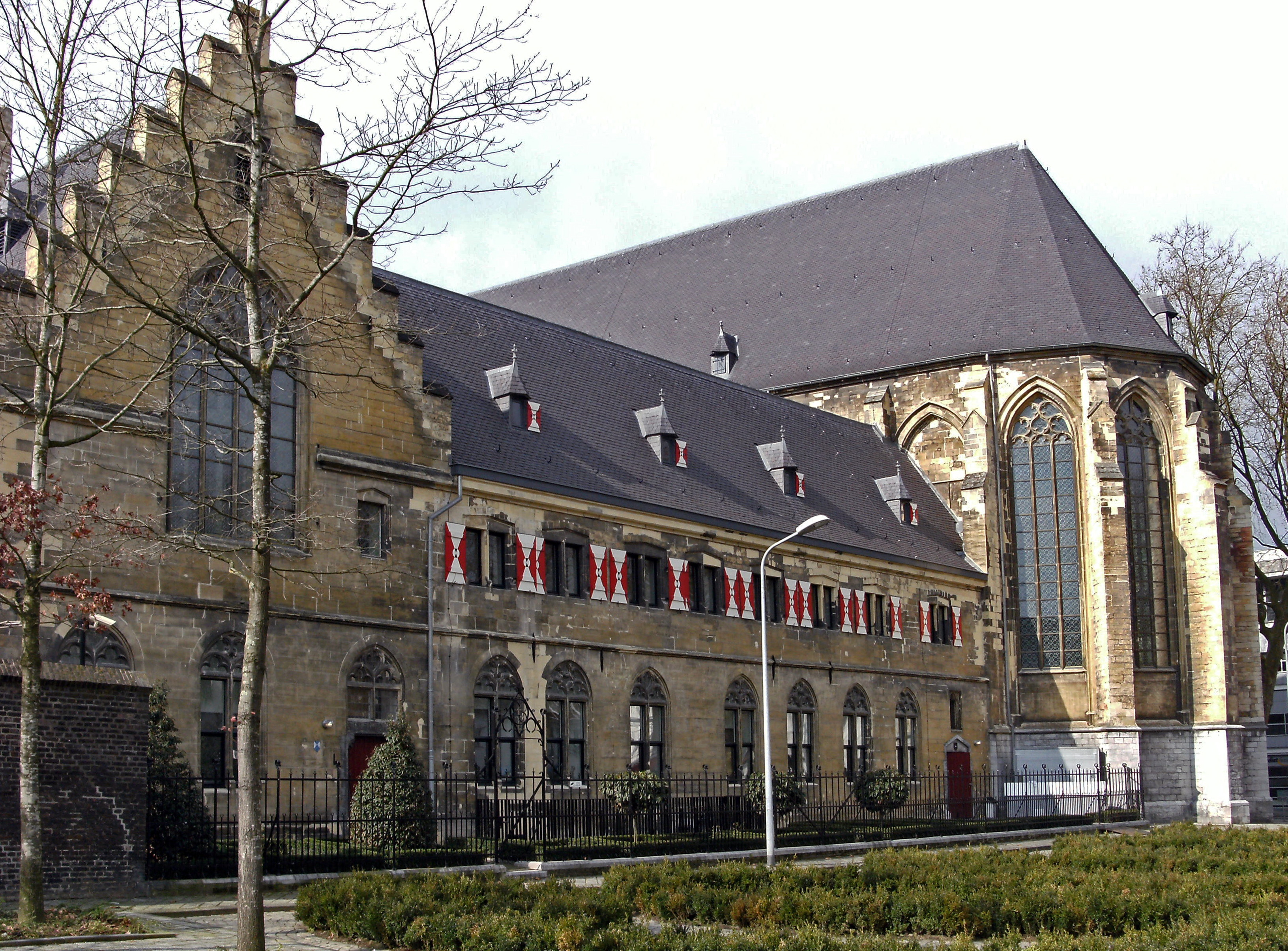
Le Monastère Sainte-Croix.

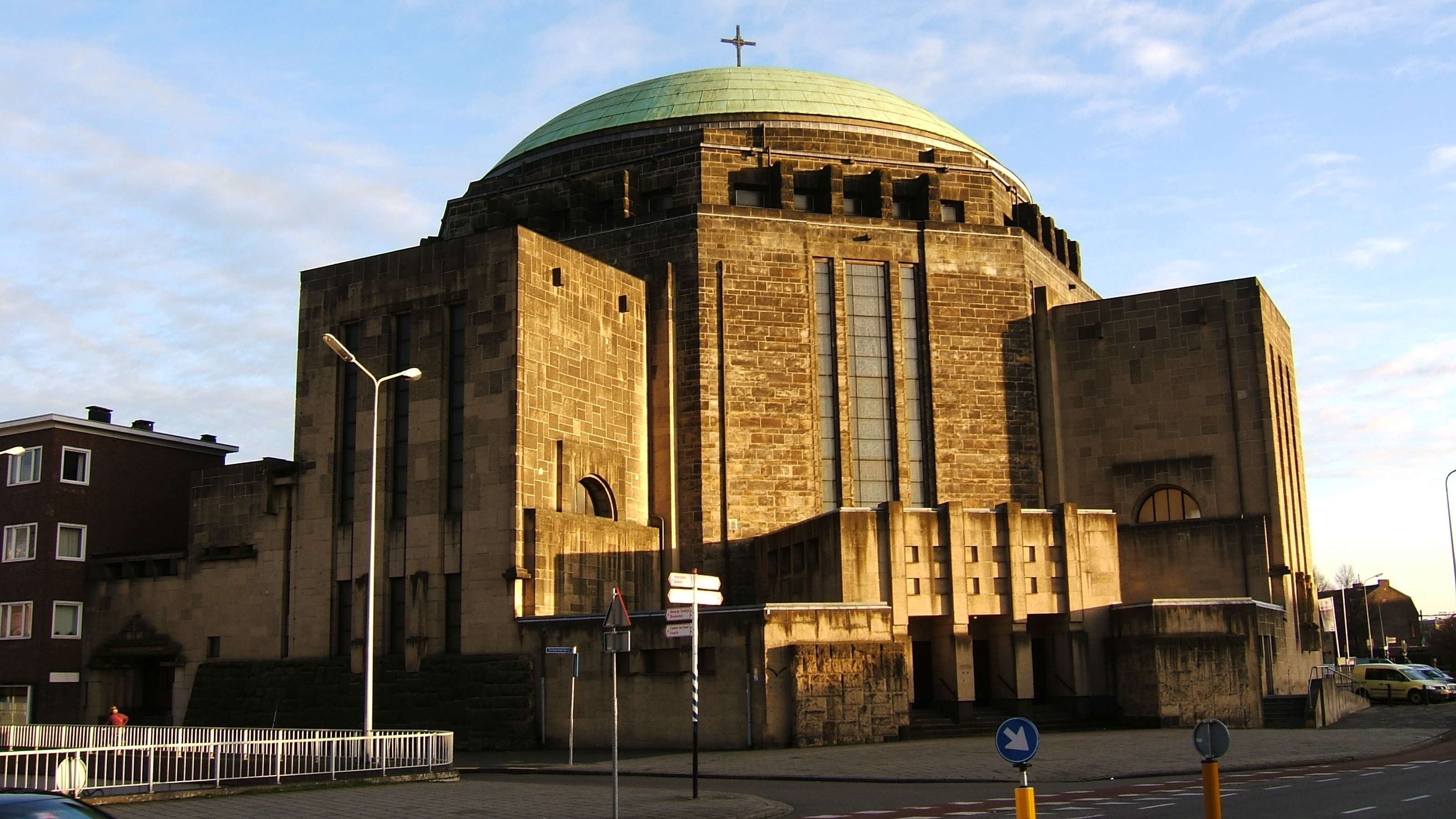
L'église du Dôme.

Les fidèles catholiques de Maastricht se répartissent dans les vingt-deux paroisses du doyenné de Maastricht (auquel se sont jointes quelques paroisses de la municipalité de Meerssen). Le doyenné de Maastricht est l'un des quatorze doyennés du diocèse de Ruremonde. Le doyenné est dirigé par le doyen Mathieu Hanneman. En plus des quatre paroisses principales, qui existent depuis le Moyen Âge, d'autres se sont ajoutées aux alentours. En 2012, le Conseil du doyenné a annoncé que, pour assurer l'avenir du catholicisme à Maastricht, les paroisses seraient regroupées en six groupes (cinq à Maastricht), qui coopèrent dans les domaines de l'administration, des finances et de l'engagement des pasteurs et aumôniers. Récemment, quelques églises paroissiales ont été fermées et certaines paroisses ont fusionné.
Malgré le grand nombre de monastères qu'a compté Maastricht (22 au XVIIe siècle), il n'en reste que quelques-uns. La plupart des monastères actuels datent du XIXe siècle ou du XXe siècle.
- les Frères de l'Immaculée-Conception de Maastricht, en néerlandais Broeders van de Onbevlekte Ontvangenis der Heilige Maagd Maria, plus souvent appelés les « Frères de Maastricht ». Leur siège est dans la maison « De Beyart », sur Brusselsestraat.
- les Sœurs de la Charité de Saint-Charles-Borromée, en néerlandais Liefdezusters van de Heilige Carolus Borromeus, appelées aussi « Sœurs sous les voûtes ». Elles sont basées au monastère Saint-Servais.
- les Sœurs de Saint-Joseph et de la Communauté de l'Amour crucifié et ressuscité (en néerlandais, Zusters van Sint Joseph en Gemeenschap van de Gekruisigde en Verrezen Liefde). Elles sont basées à Kommel.
- les Sœurs missionnaires de Saint Pierre Claver (en néerlandais, Missiezusters van Sint Petrus Claver). Elles sont basées sur Bouillonstraat.
- les Sœurs franciscaines de Heythuizen, situé sur la place du cardinal van Rossum, à côté de l'église.
- les Sœurs de la Providence situé à Tongerseweg.

Maastricht était déjà au Moyen Âge un lieu de pèlerinage important. Même aujourd'hui, les quatre stadsdevoties jouent un rôle important dans la vie religieuse des chrétiens de Maastricht. Les stadsdevoties sont :
- l'Étoile de la mer de Maastricht (Sterre der Zee) est la dévotion mariale la plus populaire à Maastricht. Durant ce pèlerinage, des gens viennent à la chapelle de l'Étoile de la mer, à côté de la Basilique Notre-Dame-de-l'Assomption, pour prier et déposer des cierges ;
- Saint Servais, évêque de Tongres et Maastricht. Le Trésor de la basilique Saint-Servais se compose, entre autres, du Noodkist, du buste de Saint-Servais et de nombreuses reliques (Servatiana) du saint ;
- Saint Lambert, évêque de Maastricht, avec de nombreuses reliques, des images et d'autres icônes, une chapelle Saint-Lambert ;
- le Christ noir du Wyck, dans l'église Saint-Martin dans le Wyck.

Une fois tous les sept ans, au cours de Heiligdomsvaart, les stadsdevoties sont portées en procession à travers la ville. Outre les quatre stadsdevoties, d'autres saints sont également honorés, entre autres, les saints Monulphe, Gundulf et Hubert.

#### Autres religions

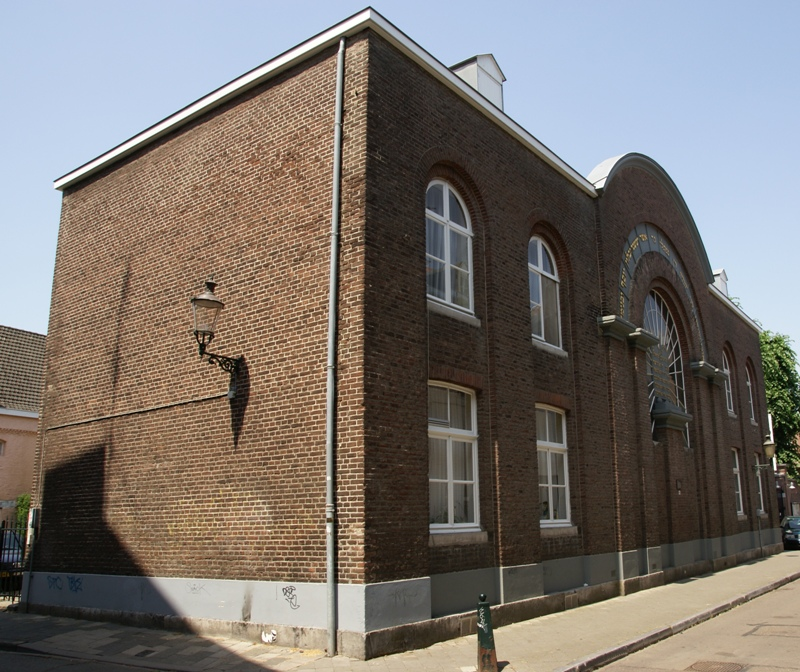
Synagogue de Maastricht.

Les communautés religieuses non catholiques sont nombreuses à Maastricht.
Les Églises protestantes sont : l'Église protestante de la Meuse et Heuvelland (municipalité PKN), la Fraternité remonstrante du sud-Limbourg, l'Église réformée (vrijgemaakt), l'Église wallonne, l'Église évangélique luthérienne du Sud-Limbourg et l'Église protestante des Moluques.
Les Églises vieilles-catholiques et orthodoxes sont : l'Église vieille-catholique (service mensuel dans l'église luthérienne), l'Église orthodoxe de Russie et la mission orthodoxe.
Les Églises évangéliques sont : l'Église baptiste libre de Maastricht, le mouvement de Pentecôte de Maastricht (sur Brusselseweg), l'Église protestante évangélique, l'Église chrétienne Nouvelle Vie, l'Église évangélique De Deur, l'Église chrétienne du phare, et l'Église chinoise « Envoi de Lumière ».
Parmi les autres confessions inspirées du christianisme, on trouve à Maastricht le groupe œcuménique de Maastricht (Cellebroederskapel) et les Témoins de Jéhovah.
Les religions non chrétiennes présentes sont la Nederlands-Israëlitisch Kerkgenootschap (judaïsme), la communauté musulmane marocaine, et la communauté musulmane turque.

### Sport

#### Football
L'équipe de football de Maastricht est le MVV (acronyme de Maatschappelijke Voetbal Vereniging Maastricht). Le club évolue actuellement en première division (en néerlandais Eerste divisie, qui est, en fait, la division en dessous de la Eredivisie). Le stade du MVV est le Geusselt, situé près de l’autoroute A2.
Des quartiers ont aussi leurs propres équipes de football amateurs. Le VV Daalhof a été fondé le 13 avril 1977 par Jo Moust et Freddy Buschgens. L'équipe a fini première de la saison 2011-2012 de la cinquième classe et, par conséquent, le club a joué la saison 2012-2013 en quatrième classe. VV Daalhof dispose de 6 équipes seniors (dont 1 équipe féminine) et 13 équipes de jeunes (dont 1 équipe de filles). Dans ses premières années, le club a joué au parc des sports de la Mergelweg, le centre actuel du SC Jekerdal. Le club est désormais au Sportpark Hazendans.
Le DBSV (Don Bosco Studenten Voetbal) est un club de football créé en 1998 et comptant cinq équipes seniors masculines et une équipe seniors pour femmes. À l'origine basé au MECC, le club est désormais à Heugem. Les DBSV Red Socks ont été la première équipe de football amateur universitaire de Maastricht (issu de l'association étudiante SV KoKo).
L'équipe de Geusselt Sport a été créée en 2012 à la suite de la fusion des clubs de WVV '28 et RKSV Rapid. Le club de WVV '28 a été créé le 1er avril 1928 et était basé dans le quartier de Wittevrouwenveld. Le club RKSV Rapid avait été créé le 29 mai 1920.
VV De Heeg est un club amateur créé le 29 août 1980. Il compte près de 250 membres et 13 équipes. Le joueur du VVV Venlo Prince Rajcomar a joué au VV De Heeg de 1996 à 2001.
Le RKSV Heer créé le 1er mars 1925 et basé à Heer. RKSV signifie « Rooms Katholieke Voetbalvereniging » soit « club de football catholique romain ».
Le IBC '03 est un club de football créé le 1er juillet 2003 basé au Parc de sport Op de Bos à Itteren. Il s'agit du club des quartiers de Borgharen et Itteren.
Le SC Jekerdal est le club du quartier de Sint-Pieter créé le 1er juillet 1998 à la suite de la fusion du VV Sint Pieter et du M.K.C. Les joueurs Lance Voorjans, Sven Braken, Lloyd Borgers et Karin Stevens ont joué dans ce club.
Le RKASV (Rooms Katholieke Ambyse SportVereniging) a été créé le 24 avril 1933 à Amby. Le club joue au complexe De Heukel.
Le RKVCL ( Rooms Katholieke Voetbal Club Limmel) a été créé en 1946 à Limmel et joue au complexe Hoeve Rome. Bert van Marwijk a entraîné le club de 1991 à 1995.
Le RKSV Leonidas-W a été créé le 11 mars 1940. Le « W » fait référence au quartier de Wolder. Boudewijn Zenden y a commencé sa carrière.
Le RKBFC est le club de football amateur du quartier de Bosscherveld créé le 1er mai 1945.
Le RKHSV (Rooms Katholieke Heugemse Sport Vereniging) a été créé le 19 novembre 1944 et a fusionné avec le Don Bosco Sport vereniging (bien que le nom ait été conservé) en 1998. L'histoire du club remonte à celle d'un club de gymnastique dont une partie des hommes jouaient aussi au football. Le club joue au complexe sportif d'Heugem-Randwijck.
Le RKVVL/Polaris (Rooms Katholieke Voetbal Vereniging Lambertus / Polaris) a été créé le 18 juillet 1926. Le club joue au parc de sport sud.
Le VV Scharn est un club de football amateur fondé le 21 janvier 1951. Le club joue au parc sportif de Scharn (appelé Scharnello). Le club est entraîné par l'ancien joueur Anton Vriesde.
Le VV SCM est un club de football, basé au complexe sportif Toustruwe, créé en 2013 à la suite de la fusion du SC Caberg et du VV Standaard. Le SC Caberg avait été créé le 1er juillet 1953 et était basé à Caberg. Le VV Standaard avait été créé le 19 octobre 1932 et était basé à Malberg.
Le RKVV Willem I est un club de football amateur créé le 23 juin 1929 et basé au parc sportif de Geusselt.
Le FC Vinkenslag était un club de football créé le 1er juin 1977 et fermé le 27 février 2012.

#### Autres
L'équipe de football américain de Maastricht porte le nom de Maastricht Wildcats. Elle fait partie de l'American Football Bond Nederland.
Depuis 1998, Maastricht est le point de départ de l’Amstel Gold Race, la seule classique World Tour aux Pays-Bas. Pendant plusieurs années, la course prenait fin à Maastricht, mais depuis 2002 la course prend fin à Fauquemont (entre 2002 et 2012 en arrivant à la colline de Cauberg, entre 2013 et 2016, le Cauberg est la dernière ascension à 1,5 km de l'arrivée et à partir de 2017, cette colline disparaît du final de l'épreuve).

### Médias
Les journaux locaux sont De Ster (L’Étoile), De Maaspost (Le Courrier de la Meuse) et De Trompetter (La Trompette). La station de radio de Maastricht et la chaîne de télévision de Maastricht appartiennent toutes les deux à RTV Maastricht. Les médias provinciaux, comme les journaux De Limburger et Limburgs et la radio et chaîne de télévision L1, fournissent également beaucoup d'informations locales. Les sorties et événements sont publiés chaque semaine dans Week In Week Uit et sur le site web MaastrichtNet.
La ville est le lieu de tournage de la série policière néerlandaise Flikken Maastricht.

## Économie

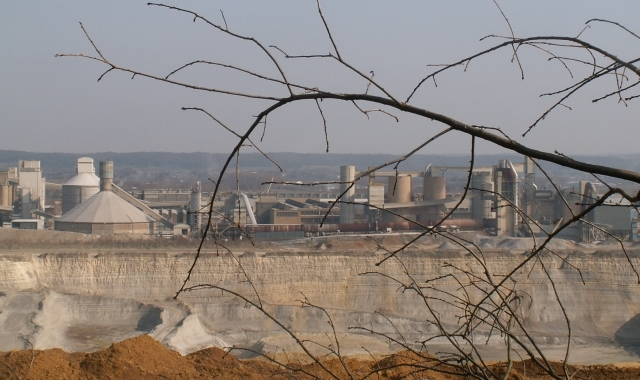
La carrière ENCI.

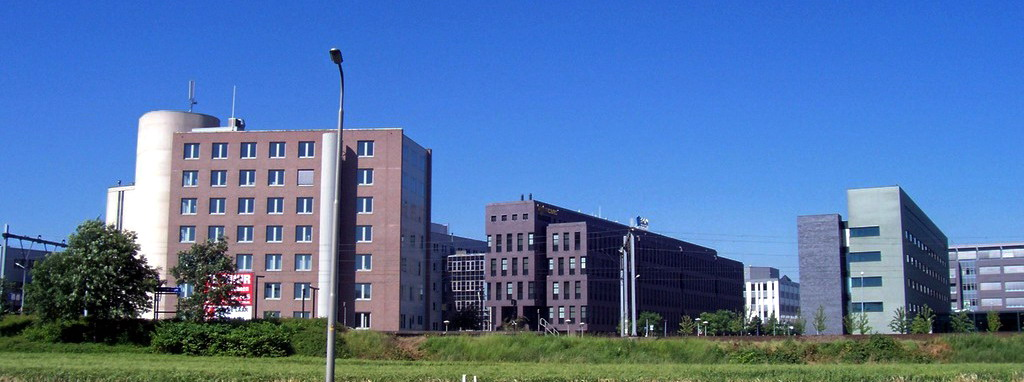
Centre d'affaires Randwyck-Noord.

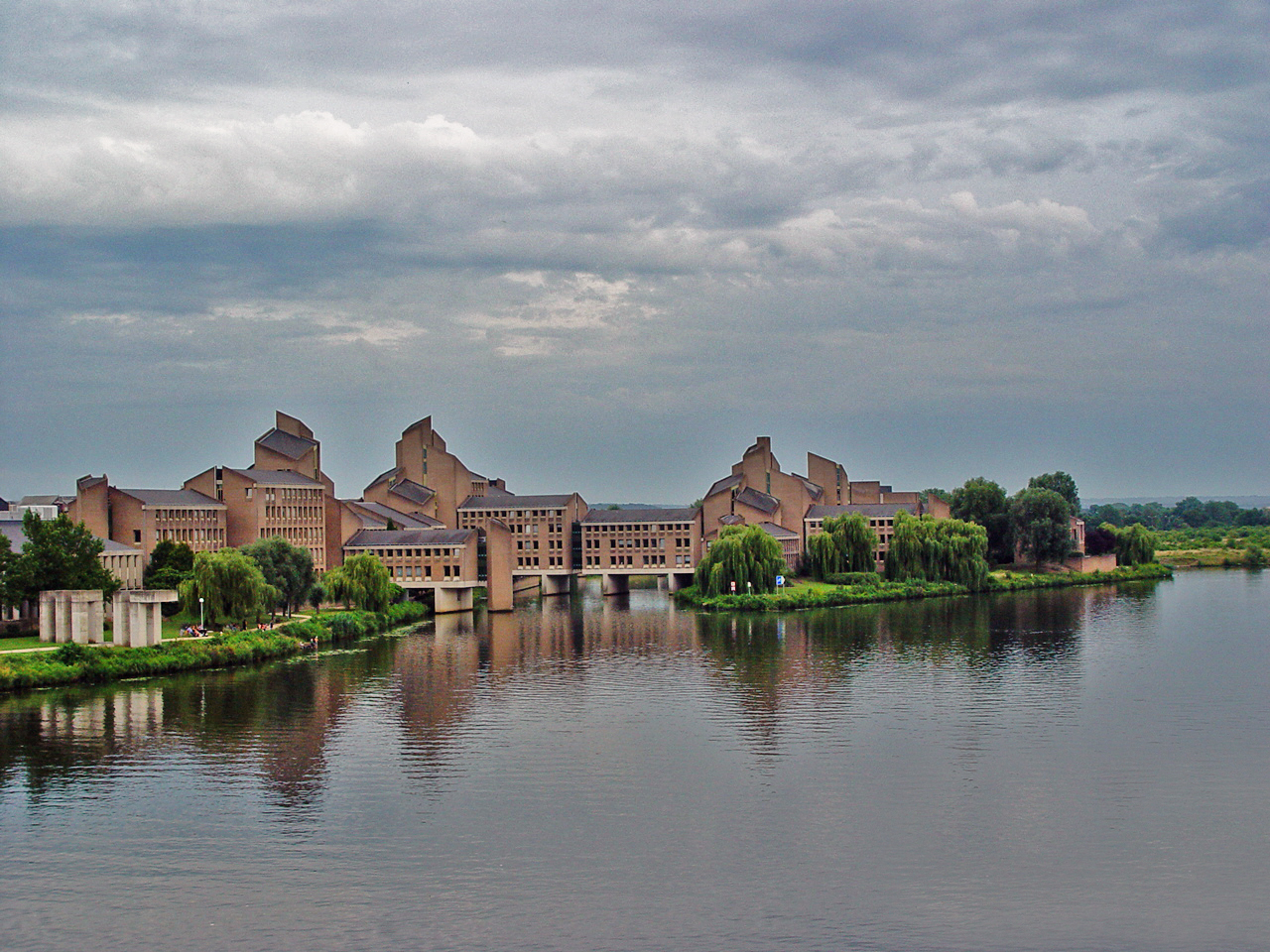
Bâtiment de l’administration provinciale.

### Activités
Maastricht a été, pendant près de deux siècles, une ville industrielle importante. Dès le début du XIXe siècle, la fabrication de verre et de céramique s'est développée dans la ville. Plus tard, l'industrie du papier et du ciment avec notamment Sphinx, Mosa Kristalunie Maastricht, KNP (maintenant Sappi) et ENCI. Cependant, le nombre de salariés dans l’industrie a diminué peu à peu. Dans les années 1970, la ville s'engagea à développer la connaissance plutôt que l'industrie. Ceci conduisit à la création de l'Université de Maastricht, du centre d'exposition MECC, l’arrivée de société telle que Vodafone Nederland, de centres d'appel et d'instituts européens. Le siège de la société Q-Park se trouve à Maastricht. Dans la capitale du Limbourg, l'administration (la municipalité, la province du Limbourg, l'Euregio Meuse-Rhin, la Justice et les Travaux publics) est un employeur important. Maastricht est une ville touristique avec de nombreux hôtels, restaurants, cafés et boutiques alimentant l'économie locale.

### Magasins
La ville de Maastricht dispose d'un large éventail de magasins, en plus des chaînes de magasins, des magasins spécialisés et des boutiques exclusives. Le centre commercial de Maastricht attire des visiteurs de la région environnante, mais aussi d'autres parties des Pays-Bas, de Belgique et d'Allemagne. La Grote et Kleine Staat sont les rues commerçantes les plus populaires, la Stokstraat, la Bredestraat et la Stationsstraat sont plus exclusives. Une des principales librairies, la Selexyz Dominicanen se trouve dans une ancienne église dominicaine d'environ huit cents ans. Selon le journal britannique The Guardian, il s'agirait de la plus belle librairie du monde. Ces dernières années, l'offre de vente au détail s'est considérablement élargie avec les centres commerciaux comme l'Entre Deux et Mosae Forum. Cependant, le taux d'occupation de certaines parties du centre-ville diminue.
Maastricht dispose de deux marchés hebdomadaires réguliers. Ceux-ci ont lieu sur la place du marché, autour de la mairie.
- le marché du mercredi, anciennement marché des matières premières. Sa portée est moindre que le marché du vendredi ;
- le marché du vendredi : c'est le marché de la grande région de Maastricht. Il attire de nombreux acheteurs internationaux.

En plus de ces marchés, il y a, chaque jour, des étals sur le Markt et le Vrijthof pour les nécessités quotidiennes.
En outre, il y a un marché d'alimentation biologique tous les jeudis sur la Stationsstraat, et chaque samedi matin un marché d'antiquité et de brocante.

## Culture et patrimoine

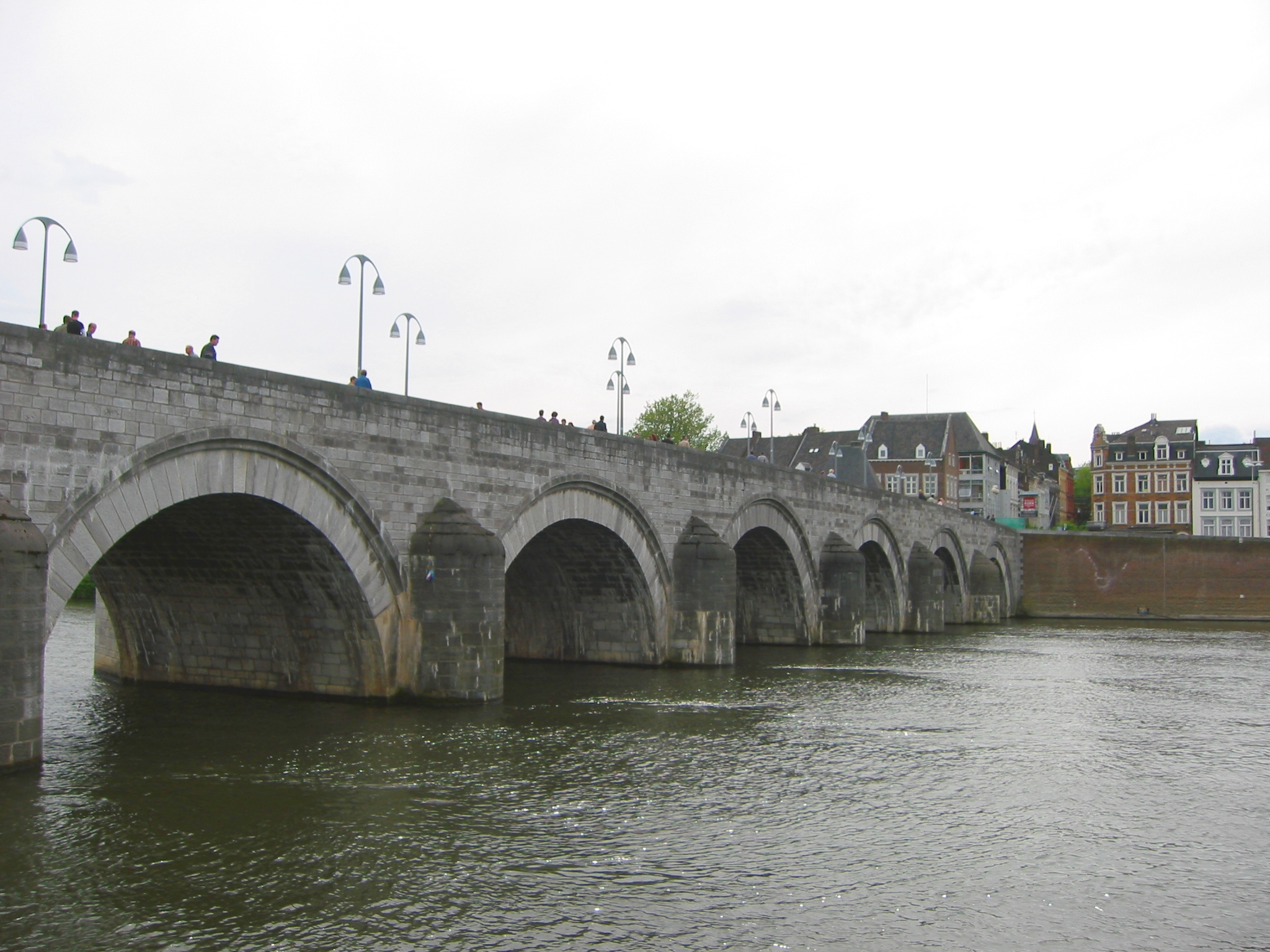
Le pont Saint-Servais.

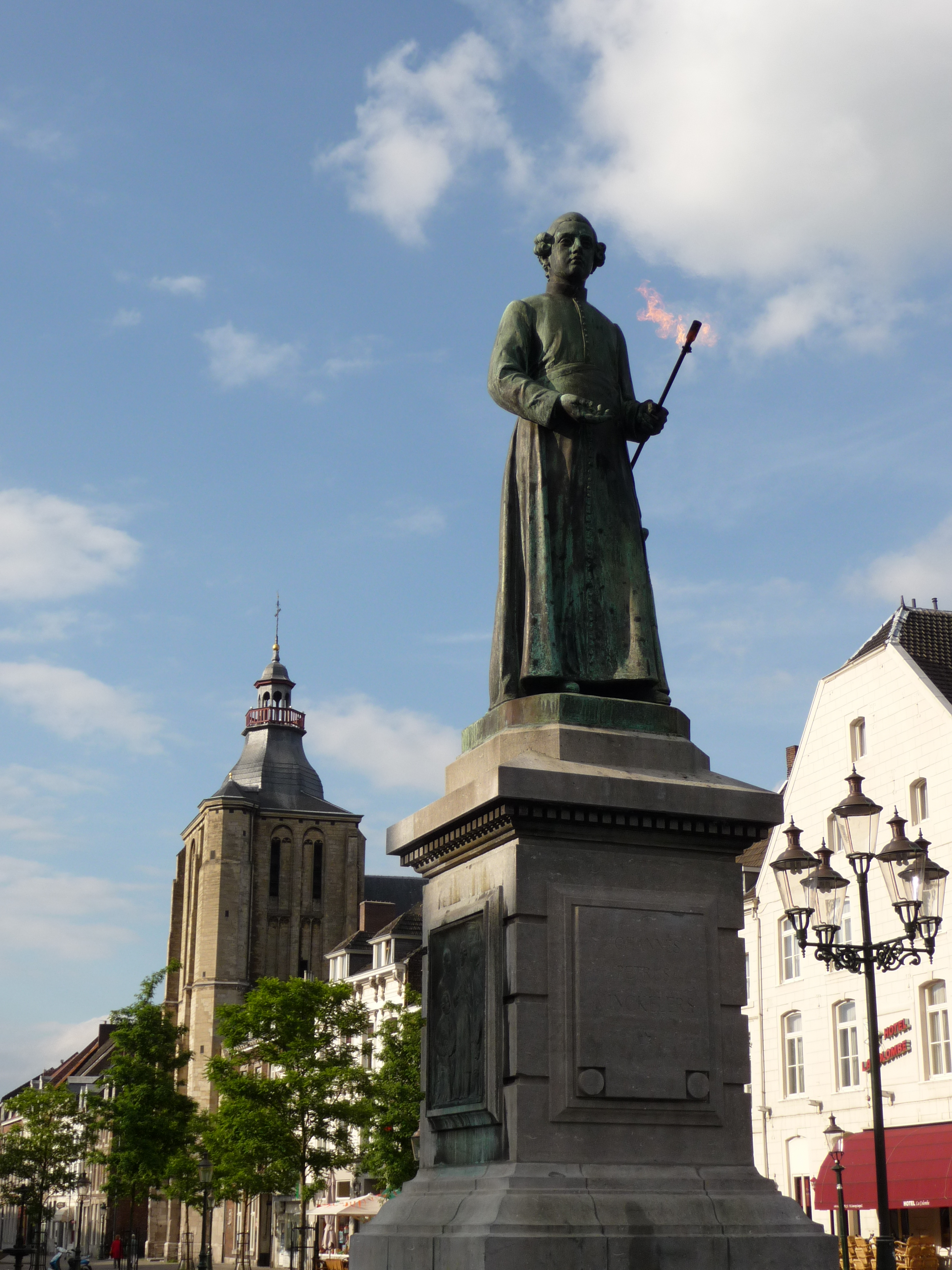
Statue de Jan Pieter Minckelers.

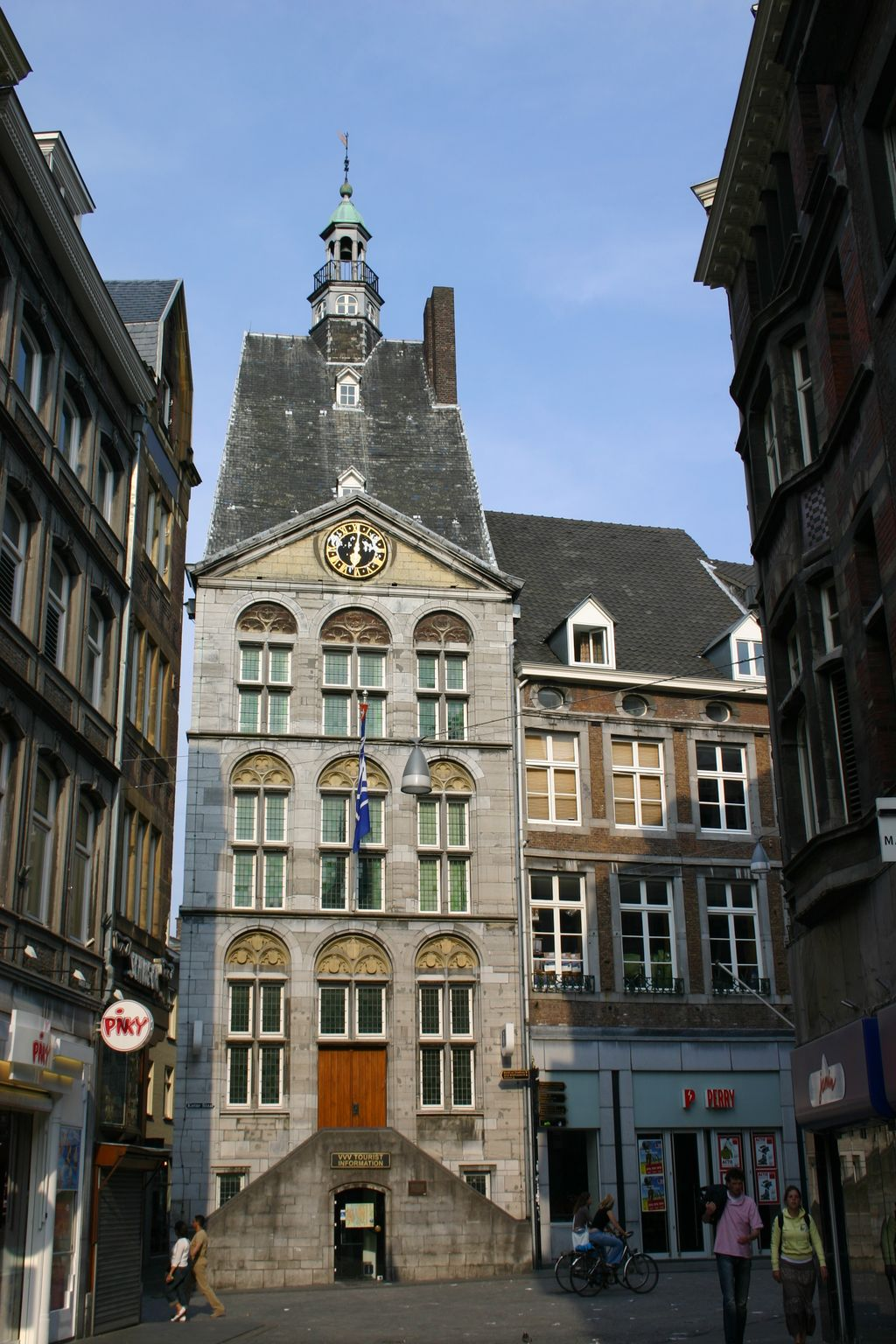
Le Dinghuis (siège du VVV).

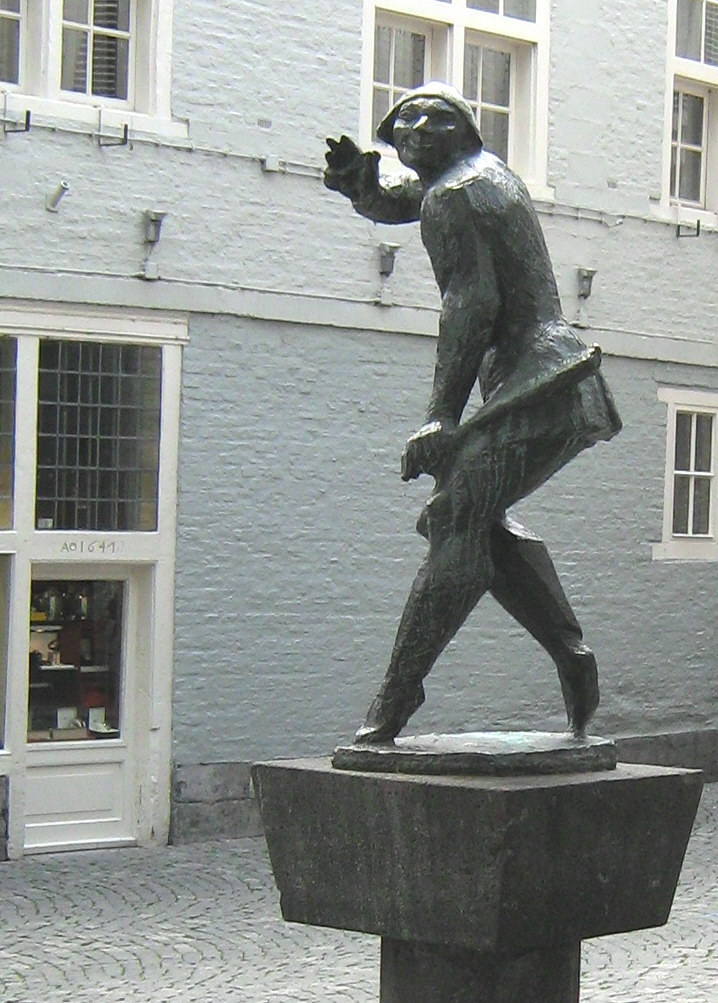
Mestreechter Geis.

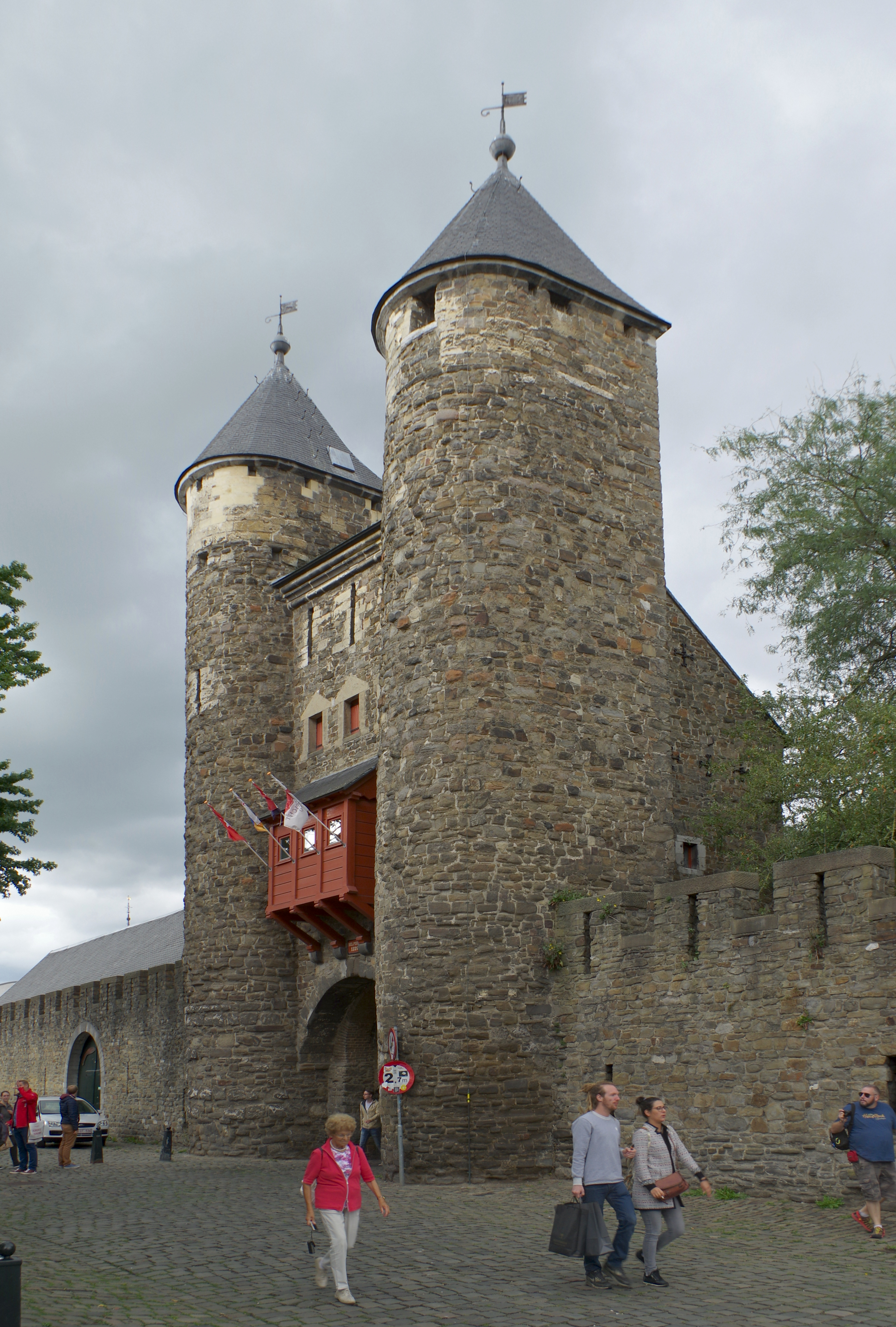
Helpoort.

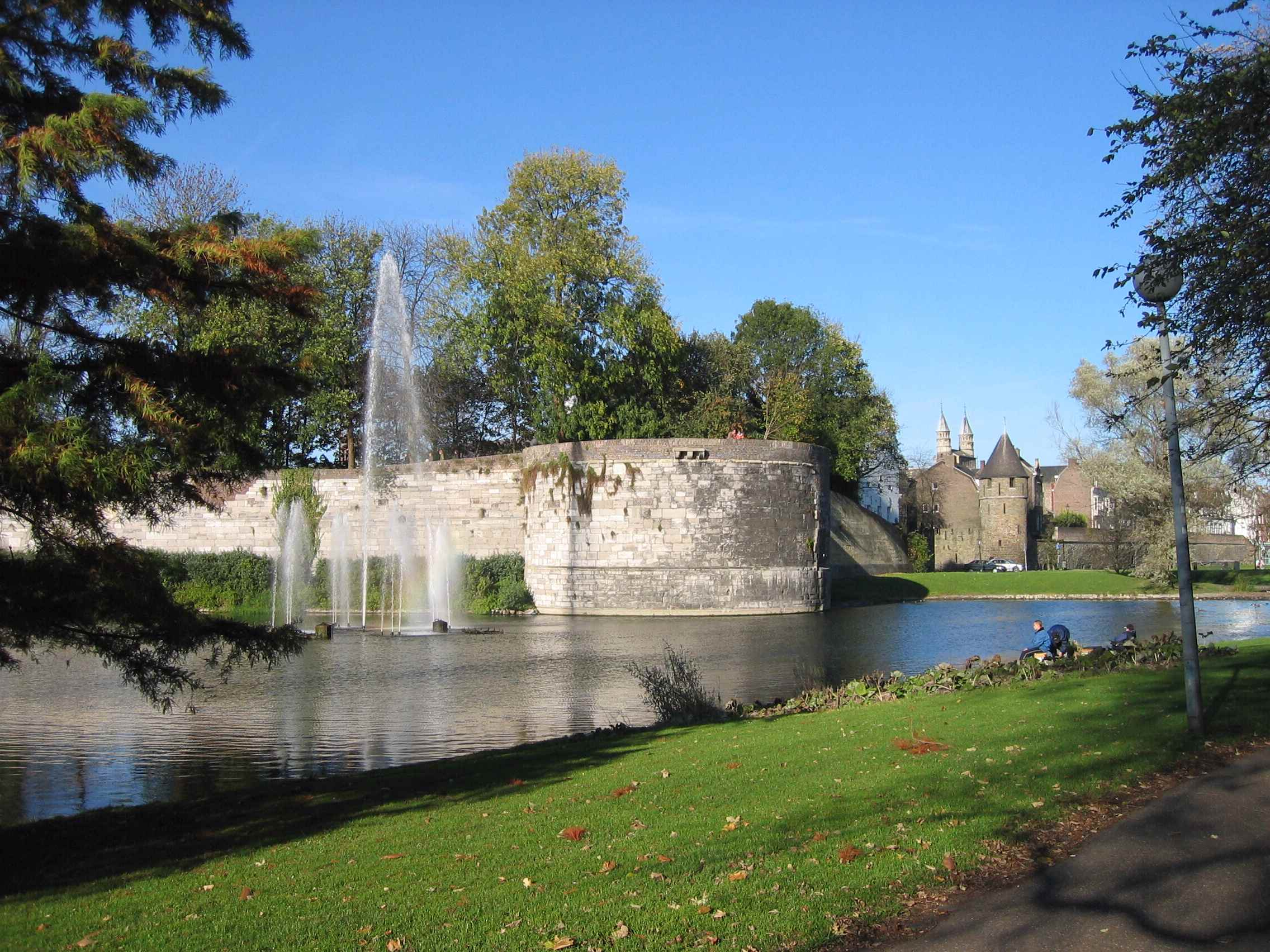
Le parc et le bastion.

Maastricht, grâce à la présence du Conservatoire, de l'Académie de Théâtre et de l'Université est un centre culturel d'importance supra-régionale.
En 2018, la ville espère obtenir le titre de Capitale européenne de la culture. En 2013, la ville présenta déjà sa candidature pour les Pays-Bas. Afin d'anticiper ce titre, on planifia de nouvelles infrastructures culturelles, dont un nouveau centre pour les arts du cinéma et de l'exécution (Timmerfabriek), une nouvelle scène (Platte Zaal) et le regroupement d'un certain nombre d'écoles d'art (Quartier des Arts).

### Musées
Maastricht compte une douzaine de musées :
- le musée des Bons-Enfants : la collection permanente se divise en une section d'art ancien comprenant des peintures et des sculptures datant de 1200 à 1700 et une section d'art contemporain importante. Il est situé dans un bâtiment d'Aldo Rossi ;
- le NAi Maastricht/Bureau Europa : expositions sur l'architecture, situé dans le Wiebengahal ;
- le centre Céramique: exposition permanente et expositions temporaires d'objets archéologiques, faïence de Maastricht et sur le modèle de Maastricht ;
- le Musée au Vrijthof : situé dans l'Hôtel du gouvernement espagnol, il présente des peintures et des antiquités des XVIIe siècle et du XVIIIe siècle.
- le trésor de la basilique Saint-Servais : musée d'art religieux y compris le Noodkist de Saint-Servais ;
- la basilique Notre-Dame de l'Assomption ;
- le musée d'histoire naturelle de Maastricht ;
- le musée historique de l'Imprimerie ;
- la brasserie à vapeur De Keyzer ;
- le Museum Schuilen de Maastricht : petite exposition sur l'utilisation des casemates comme refuge ;
- le musée Saint-Pierre : musée d'histoire locale comprenant une partie des ruines du château de Lichtenberg.

Marres et Hedah sont deux centres d'art contemporain de Maastricht.

### Monuments et lieux touristiques
Le paysage urbain de Maastricht est protégé au niveau national depuis 1982 (avec l'ajout, subséquent, du Wyck) et compte 1 677 monuments nationaux (ce qui place la ville en deuxième position aux Pays-Bas après Amsterdam). Parmi les monuments protégés se trouve ce qui semble être la plus ancienne porte des Pays-Bas, le plus vieux pont des Pays-Bas, deux des plus importantes églises romanes des Pays-Bas et sept églises et chapelles gothiques. La ville est située dans une zone connue pour sa beauté naturelle et les valeurs du patrimoine culturel.

#### Dans le centre-ville
- la Meuse, avec le pont Saint-Servais (plus vieux pont des Pays-Bas), la promenade de la Meuse (Maaspromenade) et les parcs le long de la Meuse (Stadspark, le parc Charles Eyck et Griendpark) ;
- le Vrijthof, avec la basilique Saint-Servais, église Saint-Jean, corps de garde militaire, le théâtre du Vrijthof, l'hôtel du gouvernement espagnol et le perron ;
- la place Notre-Dame avec la basilique Notre-Dame à proximité de la Stokstraat, Wolwaag et Bonbonnière ;
- le Markt où se trouve l'hôtel de ville et la statue de Jan Pieter Minckelers ;
- le Binnenstad qui comprend Grote et Kleine Straat, le Dinghuis (l'ancienne cour médiévale, maintenant siège du VVV) et l'église des Dominicains ;
- dans le Jekerkwartier se trouve Helpoort et des parties du mur médiéval de la ville, le moulin de l'évêque et le Leeuwenmolen (anciens moulins à eau sur le Geer), la Maison sur le Geer (maison avec pignon construit sur le Geer), la Grote Looiersstraat ou se trouve l'hospice Saint-Martin, la vieille église franciscaine, le monastère Bonnefanten, l'église wallonne et l’Oud Governement (où se trouvent aujourd'hui les locaux de la fac de droit de Maastricht) ;
- le Bassin intérieur qui date 1826 avec des caves voûtées du XIXe siècle, des ponts, des entrepôts et des bâtiments industriels ;
- le Wyck qui comprend la Waterpoortje (« porte des eaux »), le tour de la Meuse (Maaspunttoren), la Rechtstraat, l'église Saint-Martin et le nouvel espace Céramique (dont le musée des Bons-Enfants, le Wiebengahal et le centre Céramique).

#### Hors du centre-ville
- Stadpark, entouré par une partie du mur de la ville du XIVe et du bastion du XVe siècle, la Porte Waerachtig, Maison Pest, Geer, la statue de d'Artagnan et l'Halfautomatische Troostmachine.
- Ligne de Du Moulin (Linie van Du Moulin, également appelé Hoge-Frontenpark), fortifications des XVIIe / XVIIIe siècles avec des bastions, des lunettes, des tranchées et des bunkers ;
- Montagne Saint-Pierre, avec de vastes grottes qui étaient d'anciennes carrières de calcaire souterraines (Zonneberg et les couloirs du Nord sont accessibles aux visiteurs). Toujours sur la montagne Saint-Pierre : le fort Saint-Pierre, Buitengoed Slavante et les ruines du château de Lichtenberg ;
- Jekerdal : dont le moulin de Lombok, la ferme Nekum, Apostelhoeve (vignoble) et le château de Neercanne ;
- la zone immobilière de Maastricht-Meerssen qui comprend le château de Geusselt, le château de Mariënwaard, le château de Bethléem, le château de Jérusalem, le château de Vaeshartelt, le château de Meerssenhoven, la ferme Hartelstein et le château de Borgharen ;
- il y a enfin quelques édifices du XXe siècle, dont l’église Saint-Lambert (dans le style romano-byzantin avec des toits en cuivre), l'église du Dôme (église moderne surplombée par une imposante coupole), les bâtiments de Frits Peutz et le Gouvernement sur la Meuse.

### Symboles
Le drapeau de Maastricht (en néerlandais Vlag van Maastricht, dans la variante maastrichtoise du limbourgeois Veendel vaan Mestreech ou Drappo vaan Mestreech) est le drapeau officiel de la ville. Il se compose d'un fond rouge avec une étoile à cinq branche sur le côté gauche. Il s'agit du drapeau historique de la ville. La première apparition enregistrée de ce drapeau remonte à 1545. Il fut un temps remplacé par un drapeau, identique à celui du drapeau polonais actuel, en 1938. Afin d'éviter la confusion, l'ancien drapeau fut rétabli en 1994.
Le blason de Maastricht (en néerlandais Wapen van Maastricht, dans la variante maastrichtoise du limbourgeois Waope vaan Mestreech) est l'un des symboles de la ville. Ils se blasonne : « de gueules à une étoile de cinq rais d'argent ». L'ornement extérieur se compose d'une couronne d'or le tout tenu par un ange.
En 2002, le Conseil municipal a officiellement adopté un hymne local dans la variante maastrichtoise du limbourgeois, le Mestreechs Volksleed (en néerlandais Maastrichts Volkslied soit littéralement « Hymne de Maastricht »). Le thème musical a été écrit par Alphonse Olterdissen (1865–1923) comme strophe finale de l'opéra maastrichtois « Trijn de Begijn » en 1910.

### Théâtre, musique et vie nocturne
Maastricht a plusieurs théâtres, dont le plus important est le théâtre sur le Vrijthof. Le théâtre Derlon, la Bonbonnière, le théâtre Pesthuys et AINSI sont plus petits. L'Opéra du Sud, la Philharmonie Zuid-Nederland, l'orchestre de Johan Strauss (dirigé par André Rieu) et la compagnie de théâtre Toneelgroep Maastricht sont basés à Maastricht, mais se produisent également hors de la ville. Le Muziekgieterij est le centre de la musique pop à Maastricht. Lumière, Euroscoop et Pathé Maastricht sont les cinémas de la ville.
À Maastricht, de nombreuses compagnies de théâtre amateur sont actives dans le domaine de la musique et du théâtre. Il y a aussi le Mastreechter Staar.
La ville est connue pour ses nombreux hôtels, bars et restaurants. Maastricht est la ville des Pays-Bas dont les restaurants ont le plus d'étoiles au Michelin. Parmi les grandes villes des Pays-Bas, Maastricht a la plus grande densité de pubs. La plupart des bars et des restaurants se trouvent dans le centre-ville, avec une grande concentration autour du Vrijthof, du Markt', de la Onze-Lieve-Vrouweplein et de Platielstraat.

### Arts dans l'espace public
Un grand nombre d'objets d'art sont exposés dans l'espace public, y compris les sculptures romanes et gothiques à l'extérieur des anciennes églises collégiales, certains reliefs classiques du XVIIe siècle à l'hôtel de ville, des statues en bronze de personnages célèbres de Maastricht (Minckleers, Veldeke), des images de personnes moins connues de Maastricht (la Mooswief, le Mestreechter Geis et Wiekeneer), la statue d'un célèbre non-maastrichtois (d'Artagnan), un grand nombre de statues religieuses (par exemple le monument à Marie sur le Wyck, Monulphe et Gundulf), une série de monuments commémoratifs de guerre et quelques sculptures  (Hours of the day de Richard Serra) et installations modernes (Halfautomatische Troostmachine de Michel Huisman).
En outre, Maastricht compte environ 250 plaques historiques, principalement dans le centre de la ville.

### Manifestations

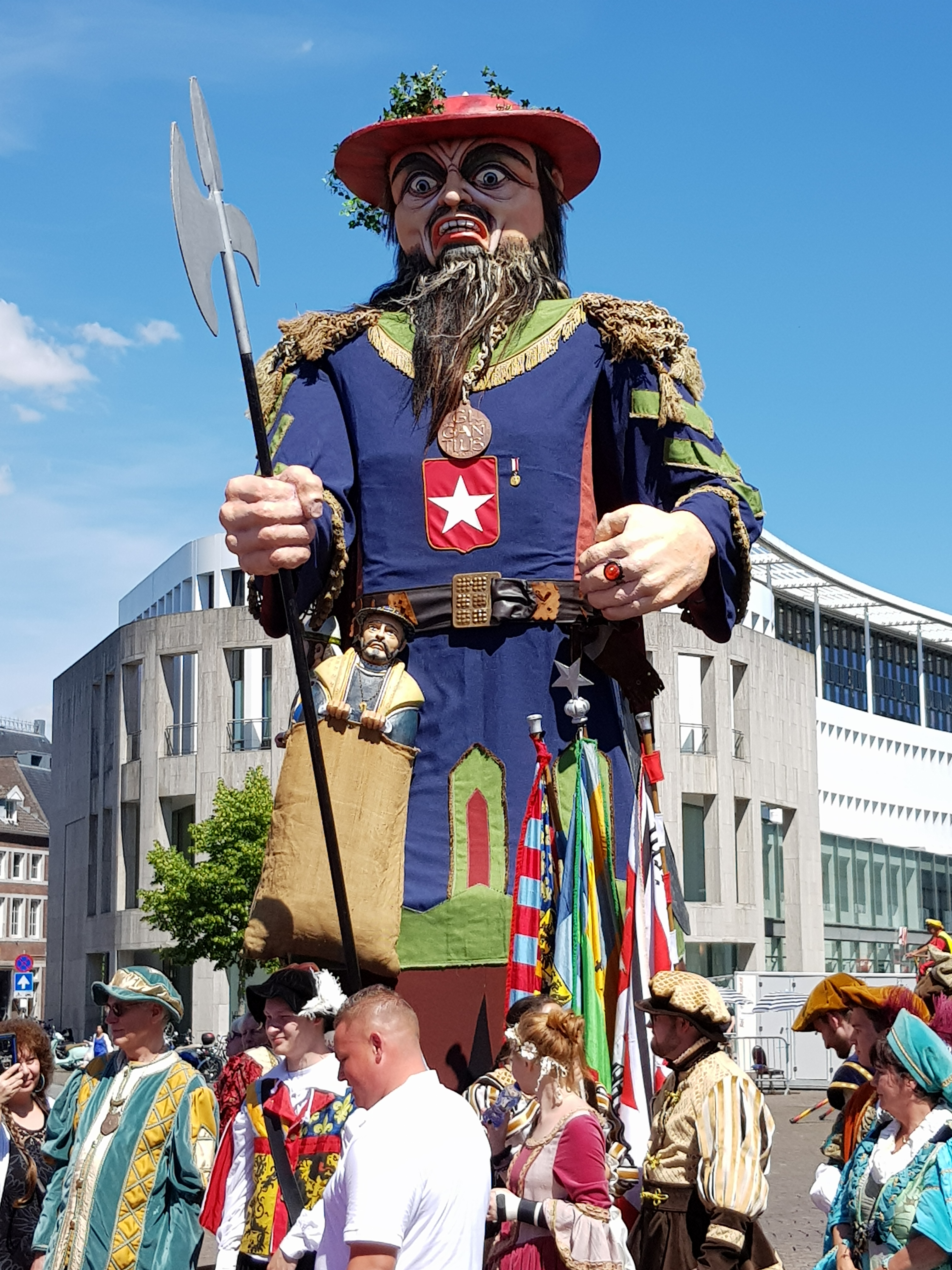
Le géant emblème de la ville de Maastricht.

#### Principaux évènements
- Carnaval (février/mars)
- The European Fine Art Fair/TEFAF (mars)
- Amstel Gold Race qui commence sur le Markt de Maastricht (avril)
- Dancetour Maastricht, sur le Markt (mai)
- European Model United Nations (mai)
- KunstTour (mai)
- Fashionclash, évènement international de mode (juin)
- Maastrichts Mooiste (juin)
- Jeker Jazz (juin/octobre)
- Heiligdomsvaart (une fois tous les sept ans, le prochain est en 2025)
- Preuvenemint, fête culinaire sur la place du Vrijthof (août)
- Vrijthofconcerten André Rieu (juin/juillet)
- INKOM, semaine d'introduction de l'université de Maastricht (août)
- Het Parcours, ouverture de la saison culturelle (août/septembre)
- Musica Sacra, festival de musique religieuse (septembre)
- Flikkendag Maastricht (nl) (septembre)
- Nederlandse Dansdagen (octobre)
- Elfde van de elfde (début de la saison des carnavals, 11 novembre)
- Jumping Indoor Maastricht (novembre)
- le marché de Noël « Magisch Maastricht »  (décembre/janvier)

#### Carnaval
Lors du carnaval de Maastricht, une grande attention est portée aux costumes (pekskes) et au maquillage du visage. Une grande partie du carnaval se déroule dans la rue, appelé le carnaval de rue (straotkarneval). En 1839, le club Momus a été fondé. Ce club a donné au carnaval un caractère plus organisé. Momus a disparu en 1939, mais après la Seconde Guerre mondiale, son rôle a été repris par De Tempeleers.
Maastricht a également une tradition musicale particulière pour le carnaval. Après la Seconde Guerre mondiale, De Tempeleers encourage l'utilisation de chansons écrites pour l'occasion (vastelaovendsleedsjes). Chaque année est élu une chanson de carnaval. La première « chanson de carnaval de l'année » date de 1946 et portait le nom de Carneval in Mestreech. Dans la rue, ces chansons étaient d'abord accompagnées d'accordéons et de trompettes et dans les années 1960 par des orchestres de balai (Zaate Hermeniekes). L'utilisation de la samba est récente.

### Personnes liées à la commune
- Servais de Tongres (±320-384), évêque, missionnaire et saint
- Monulphe de Maastricht (début VIe s. ap. J.-C., mort en 599 ou en 609), évêque de Maastricht
- Gundulf de Tongres (v. 524 † v. 607), évêque de Tongres-Maastricht
- Amand de Maastricht (584-679), saint chrétien, évêque de Maastricht, considéré comme le fondateur de l'Église en Belgique
- Théodard de Maastricht (620-vers 670), saint et martyr chrétien, évêque de Maastricht
- Lambert de Maastricht (±636-705), évêque, missionnaire et saint
- Hubert de Liège (né à Toulouse entre 656 et 658, mort en 727), saint chrétien, évêque de Tongres et de Maastricht
- Hendrik van Veldeke (±1150-après 1184), poète
- D'Artagnan (1615-1673), tué lors du siège de la ville pendant la Guerre de Hollande
- François Romain (1647-1735), moine dominicain à Maastricht, ingénieur et architecte[37].
- Claude De Lannoy (v. 1587-1643), Comte et Seigneur de la Motterie, gouverneur de Namur et de Maastricht
- Claude-Frédéric t'Serclaes van Tilly (1648-1723), général dans les Pays-Bas méridionaux, gouverneur de Maastricht
- Jean-Baptiste Coclers (1696-1772), artiste-peintre néerlandais, né à Maastricht
- Pierre Lyonnet (1708-1789), artiste, graveur et naturaliste
- Jean Henri Becays Ferrand (1736-1805), général français de la Révolution et du Premier Empire, premier préfet du département de la Meuse-Inférieure à Maastricht
- Jacob Janssen (1742-1813), homme politique
- Jan Pieter Minckelers (1748-1824), inventeur, professeur à l’Université de Louvain
- Mathias Soiron (1748–1834), architecte, décorateur
- Johann Friedrich August Tischbein (1750-1812), peintre allemand
- Pierre Loysel (1751-1813), homme politique français, préfet du département de la Meuse-Inférieure à Maastricht
- Mathieu Kessels (1784-1836), sculpteur
- Henriette d'Oultremont (1792-1864), maîtresse, puis la seconde épouse du roi Guillaume Ier des Pays-Bas
- Petrus Regout (1801-1878), industriel et homme politique, né à Maastricht
- Jacques Guillaume Lucien Amans (1801-1888), peintre français, né à Maastricht
- Théodore Weustenraad (1805-1849), poète belge
- Paul Therèse van der Maesen de Sombreff (1827-1902), ministre néerlandais, né à Maastricht
- Paul de Wit (1852-1925), collectionneur d'instruments de musique anciens
- Alphonse Olterdissen (1865-1923), écrivain, poète et compositeur néerlandais, né à Maastricht
- Henri Winkelman (1876-1952), général
- Peter Debye (1884-1966), physicien et chimiste
- Alphons Boosten (1893–1951), architecte
- Werner Mantz (1901–1983), photographe
- Jeu van Bun (1918-2002), footballeur international néerlandais, né à Maastricht
- Dick Raaymakers (1930), compositeur, dramaturge et théoricien de la musique
- Fred Rompelberg (1945), coureur cycliste
- Joseph Bruyère (1948), coureur cycliste
- Guido Pieters (1948), réalisateur
- André Rieu (1949), violoniste
- Maria van der Hoeven (1949), femme politique
- Gerd Leers (1951), homme politique, maire de Maastricht
- Maxime Verhagen (1956), homme politique
- Ad Wijnands (1959), coureur cycliste
- Jon van Eerd, (1960-) acteur, doubleur, scénariste et chanteur néerlandais.
- Onno Hoes (1961-), homme politique néerlandais, membre du parti populaire libéral et démocrate (VVD), maire de Maastricht
- Frans Timmermans (1961), ancien ministre des Affaires étrangères des Pays-Bas, premier vice-président de la Commission européenne chargé de l'Amélioration de la législation, des Relations inter-institutionnelles, de l'État de droit et de la Charte des droits fondamentaux
- Tom Nijssen (1964), joueur de tennis
- Boudewijn Zenden (1976), footballeur
- Pieter van den Hoogenband (1978), nageur
- Karin Stevens (1989), joueuse de football, née à Maastricht
- Tom Dumoulin (1990), coureur cycliste
- Vanity Lewerissa (1991), joueuse de football, née à Maastricht
- Emma Kok (2008-), chanteuse, née à Maastricht